# رد فعل الدول والمنظمات الدولية على الغزو الروسي لأوكرانيا في 2022

ردود الفعل الدولية على الغزو الروسي لأوكرانيا
----
روسيا
أوكرانيا
دول أدانت الغزو الروسي
الدول التي دعمت الغزو أو ألقت باللوم في الغزو على أوكرانيا

التصويت على قرار الجمعية العامة للأمم المتحدة بإدانة روسيا بسبب غزوها لأوكرانيا
----
صوت مع إدانة روسيا
صوت ضد إدانة روسيا
امتنع عن التصويت
صوت غائب

تلقى الغزو الروسي لأوكرانيا إدانة دولية واسعة النطاق، مما أدى إلى فرض عقوبات جديدة على روسيا، الأمر الذي أثار أزمة مالية روسية. كانت ردود الفعل بين الحكومات سلبية بشكل عام، خاصة في أوروبا والأمريكتين وجنوب شرق آسيا، مع انتقادات وإدانة من قبل العديد من الدول الرائدة مثل المملكة المتحدة والولايات المتحدة وكندا وفرنسا وألمانيا وإيطاليا واليابان وإسبانيا.
كما أعربت المنظمات الدولية مثل الأمم المتحدة ومنظمة حلف شمال الأطلسي (الناتو) عن انتقادات كبيرة للغزو، نظراً لعدم وجود حجة أو أسباب مبررة له، منذ المراحل الأولى للغزو، صوتت الجمعية العامة للأمم المتحدة لإدانة روسيا بسبب غزوها لأوكرانيا.

## أوكرانيا
دعا الرئيس الأوكراني فولوديمير زيلينسكي الدول إما إلى إنشاء منطقة حظر جوي فوق أوكرانيا أو تزويد أوكرانيا بالدعم الجوي لمواجهة الأسلحة الروسية. ودعا زيلينسكي أيضاً إلى "السلام"، مشيرًا إلى أنه "لا يريد أن يكون تاريخ أوكرانيا مثل أسطورة حول 300 إسبرطي". كما استشهد زيلينسكي، في خطاب ألقاه أمام مجلس العموم البريطاني، بكلمات ونستون تشرشل بقوله: "سنقاتل في البحر، سنقاتل في الجو، سنحمي أرضنا وسنقاتل في كل مكان... ولن نستسلم".
ونشر المسؤولون الأوكرانيون صوراً ومقاطع فيديو لجنود روس قتلوا وأسروا. وقد جادل بعض الخبراء بأن المادة 13 من اتفاقية جنيف الثالثة تحظر مقاطع الفيديو للجنود الأسرى.
في 2 أبريل، حذر زيلينسكي السكان الأوكرانيين من أن القوات الروسية المنسحبة من محيط كييف "تقوم بتلغيم المنطقة بأكملها، إنهم يقومون بتعدين المنازل، ومعدات التعدين، وحتى جثث الأشخاص الذين قتلوا"، ويتركون وراءهم "الكثير من الأسلاك، والكثير من الأخطار الأخرى".

## روسيا
في 26 فبراير 2022، أمرت هيئة تنظيم الاتصالات الروسية، المعروفة بإسم روسكومنادزور، وسائل الإعلام الروسية المستقلة بحذف التقارير التي وصفت الغزو الروسي لأوكرانيا بأنه "اعتداء أو غزو أو إعلان حرب"، مهددة بفرض غرامات وحجب. اعتباراً من 1 مارس، بدأت المدارس الروسية دروساً في الدراسات الاجتماعية للمراهقين تحت عنوان الحرب بناءً على موقف الحكومة الروسية من التاريخ، أكد أحد الكتيبات التعليمية (الذي نشرته وسائل الإعلام المستقلة ميديازونا) أن "الإبادة الجماعية" كانت تحدث في شرق أوكرانيا لمدة ثماني سنوات، وأن روسيا كانت ترد "بعملية خاصة لحفظ السلام" في أوكرانيا، وهي "ليست حربًا".
أعلن الرئيس الروسي فلاديمير بوتين في 4 مارس/آذار أن روسيا "ليس لديها على الإطلاق نوايا سيئة تجاه جيرانها". ودعا بوتين الدول الأخرى إلى "التفكير في تطبيع العلاقات والتعاون بشكل طبيعي"، مشيراً إلى أنه "لا توجد حاجة لتصعيد الوضع وفرض قيود". وفي 5 مارس، انتقد أوكرانيا لمقاومتها الغزو، قائلاً: "إنهم يثيرون الشكوك حول مستقبل الدولة الأوكرانية". وفي ذلك اليوم أيضًا، حثت وزارة الخارجية الروسية دول الاتحاد الأوروبي وحلف شمال الأطلسي على "وقف ضخ الأسلحة" إلى أوكرانيا، زاعمة أن الإرهابيين من الأوكرانيين قد يستخدمون الأسلحة ضد الطائرات.
في 7 مارس، اعتمدت الحكومة الروسية قائمة بالدول والمناطق "التي اتخذت إجراءات غير ودية أو غير صديقة ضد روسيا والشركات الروسية والمواطنين" وهي ألبانيا، أندورا، أستراليا، المملكة المتحدة، جميع دول الاتحاد الأوروبي، أيسلندا، كندا، ليختنشتاين، ولايات ميكرونيزيا المتحدة، موناكو، نيوزيلندا، النرويج، كوريا الجنوبية، سان مارينو، مقدونيا الشمالية، سنغافورة، الولايات المتحدة، تايوان، أوكرانيا، الجبل الأسود، سويسرا، واليابان.
أعلن بوتين في 8 مارس أن "الجنود الروس المجندين لا يشاركون في الأعمال العدائية" في أوكرانيا "ولن يشاركوا فيها". في 9 مارس، ذكرت وزارة الدفاع الروسية أنها "اكتشفت" جنودًا مجندين روس يشاركون في العملية العسكرية في أوكرانيا، وأن "جميع" هؤلاء المجندين تقريبًا قد عادوا إلى روسيا، ولكن تم "القبض" على بعض المجندين الآخرين. في أوكرانيا.

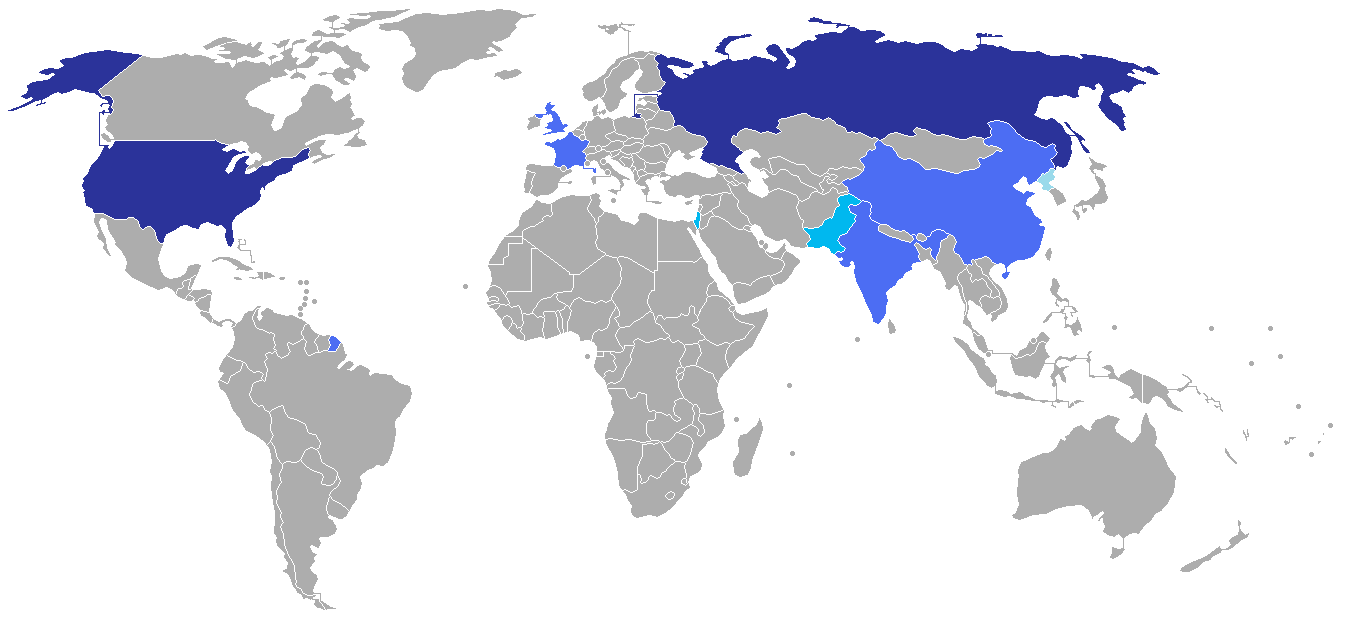
وتسيطر روسيا والولايات المتحدة على 90% من الأسلحة النووية في العالم، وحذر الرئيس الروسي بوتين من أن "كل من يحاول عرقلتنا" في أوكرانيا سيرى عواقب "لم تشهدها من قبل في تاريخه".

في 9 مارس، قصفت روسيا مستشفى للولادة في ماريوبول؛ التقط صحفيو وكالة أسوشيتد برس في مكان الحادث صورًا ومقاطع فيديو للعديد من الأمهات الحوامل الملطخات بالدماء يغادرن جناح الولادة المدمر. وتوفيت امرأة حامل وطفلها بعد القصف. وقدم المسؤولون الروس مواقف مختلفة ومتغيرة بشأن القصف. حيث صرح المتحدث باسم الكرملين ديمتري بيسكوف في البداية أن روسيا "لا تطلق النار على أهداف مدنية"، ثم قال لاحقًا إنه يفتقر إلى "معلومات واضحة حول ما حدث". وانتقد وزير الخارجية سيرغي لافروف "الصراخ المثير للشفقة حول ما يسمى بالفظائع"، مشيراً إلى أن المستشفى لا يوجد به مرضى وأطباء. ووفقا له، كان يسيطر عليها المتطرفون الأوكرانيون. ونفت وزارة الدفاع الروسية قصف المستشفى، واتهمت أوكرانيا بتدبير القصف. ووصف المسؤولون الروس صور الهجوم بأنها "أخبار كاذبة"، ووصفوا امرأة حامل ظهرت في الصورة وهي تفر من المستشفى الذي تعرض للقصف بأنها ممثلة.
في 16 مارس، أصابت غارة جوية روسية مسرحاً في ماريوبول يضم مئات المدنيين؛ وأظهرت صور الأقمار الصناعية قبل ثلاثة أيام كلمات كبيرة "DETI" ("أطفال" باللغة الروسية) معروضة كإشارة للقوات الروسية حول الموجودين داخل المسرح. وقد نفى الجيش الروسي قصف المسرح. وقالت وزارة الخارجية الروسية إن قصف روسيا للمسرح كان "كذبة"، وأصرت على أن "القوات المسلحة الروسية لا تقصف البلدات والمدن". خلال الغزو، استخدمت روسيا غارات جوية ضد المدن الأوكرانية بما في ذلك ماريوبول والعاصمة كييف وخاركيف.
في 16 مارس، ألقى بوتين خطاباً وصف فيه المعارضين الروس للحرب بـ "الحثالة والخونة"، قائلاً إن "التطهير الذاتي الطبيعي والضروري للمجتمع لن يؤدي إلا إلى تقوية بلدنا".
في 25 مارس، قال قائد مديرية العمليات الرئيسية لهيئة الأركان العامة للجيش الروسي، سيرغي رودسكوي أن المرحلة الأولى من العملية "تم إنجازها بشكل عام"، و"تم تقليل الإمكانات القتالية للقوات المسلحة الأوكرانية بشكل كبير"، مما سمح لروسيا "بتركيز جهودنا الأساسية على تحقيق الهدف الرئيسي وهو "تحرير دونباس" في شرق أوكرانيا. وفي اليوم التالي، قصفت القوات الروسية مدينة لفيف الواقعة في غرب أوكرانيا.

الدول التي منعت الطائرات الروسية من دخول مجالها الجوي، أدى الحظر الانتقامي الذي فرضته روسيا على الطائرات من 36 دولة إلى تغيير مسارات شركات الطيران العالمية.

وفي 1 أبريل، اتهمت روسيا أوكرانيا بشن غارة جوية على الأراضي الروسية؛ وكان هذا أول اتهام من نوعه منذ بداية الغزو الروسي. قالت روسيا إن غارة جوية على مستودع للنفط في بيلغورود وأن هذا الأمر يزعج أو يعقِّد مفاوضات السلام مع أوكرانيا.
بعد أن احتلت القوات الروسية منطقة بوتشا، منطقة كييف لمدة خمسة أسابيع ثم انسحبت، اتهمهم مسؤولو بوتشا بارتكاب عمليات قتل خارج نطاق القضاء لسكان بوتشا. وردت وزارة الدفاع الروسية في 3 أبريل بأنه "لم يتعرض أي من السكان المحليين لأي أعمال عنف" أثناء الاحتلال الروسي لبوتشا. وقد تناقض هذا الادعاء مع العديد من روايات شهود العيان من سكان بوشا.
نشرت وكالة ريا نوفوستي ، وهي وسيلة إعلامية تسيطر عليها وتمتلكها الحكومة الروسية، مقالاً بقلم تيموفي سيرجيتسيف أعلن فيه أن "النازيين الذين حملوا الأسلحة يجب أن يُقتلوا بأعداد كبيرة قدر الإمكان"، في حين أن "معظم الشعب (الأوكراني) مذنب". إنهم نازيون سلبيون، مساعدون للنازية... ويجب معاقبتهم"، على حد تعبيره، وذكر المقال أيضاً أن أوكرانيا "لا يمكن أن تتطور أو تتقدم إلا بأن تكون تابعة لروسيا"، وأن "التاريخ أثبت أن أوكرانيا قد لا تكون موجودة كدولة وطنية". في 5 أبريل 2022، قال السياسي الروسي المعارض أليكسي نافالني إن "فظاعة الأكاذيب" في وسائل الإعلام الحكومية الروسية "لا يمكن تصورها". ولسوء الحظ، فإن قدرتها على الإقناع بالنسبة لأولئك الذين ليس لديهم إمكانية الوصول إلى معلومات بديلة." وقال في تغريدة على موقع تويتر إن "دعاة الحرب" بين الشخصيات الإعلامية الحكومية الروسية "يجب معاملتهم كمجرمي حرب". من رؤساء التحرير إلى مقدمي البرامج الحوارية إلى محرري الأخبار، يجب أن تتم معاقبتهم الآن ومحاكمتهم يومًا ما."  في يوليو 2022، حُكم على أليكسي جورينوف، عضو مجلس مقاطعة كراسنوسيلسكي في موسكو، بالسجن لمدة سبع سنوات بعد الإدلاء بتعليقات مناهضة للحرب في اجتماع للمجلس في مارس،  بما في ذلك التصريح بأن "بلادنا هاجمت بقوة دولة مجاورة" و"الأطفال في أوكرانيا يموتون كل يوم". وقال المحامي بافيل تشيكوف إن هذه هي أول عقوبة سجن بموجب قوانين الرقابة الحربية الروسية لعام 2022.

## رد فعل الدول

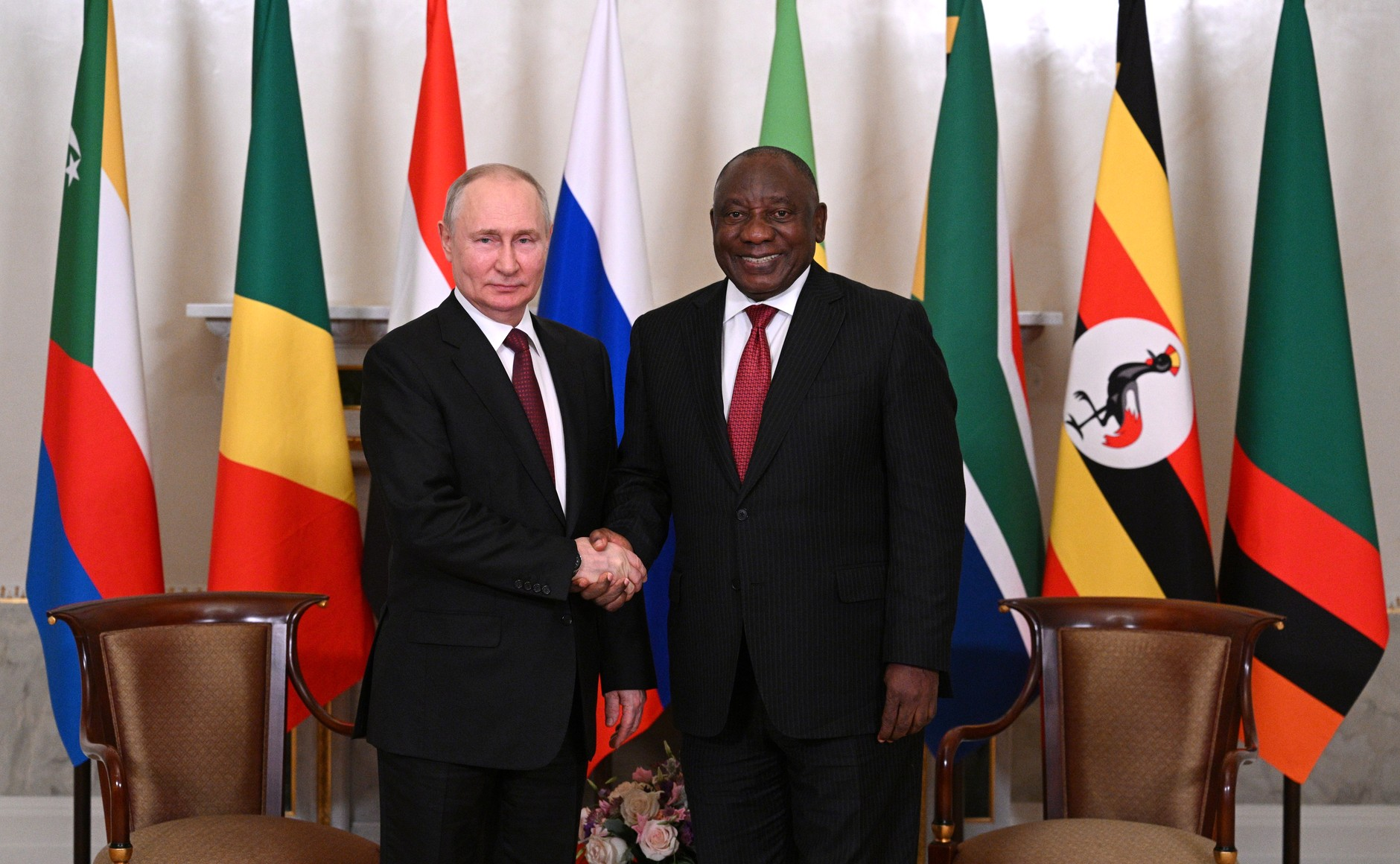
رئيس جنوب أفريقيا سيريل رامافوسا عُين لخطة السلام الأفريقية

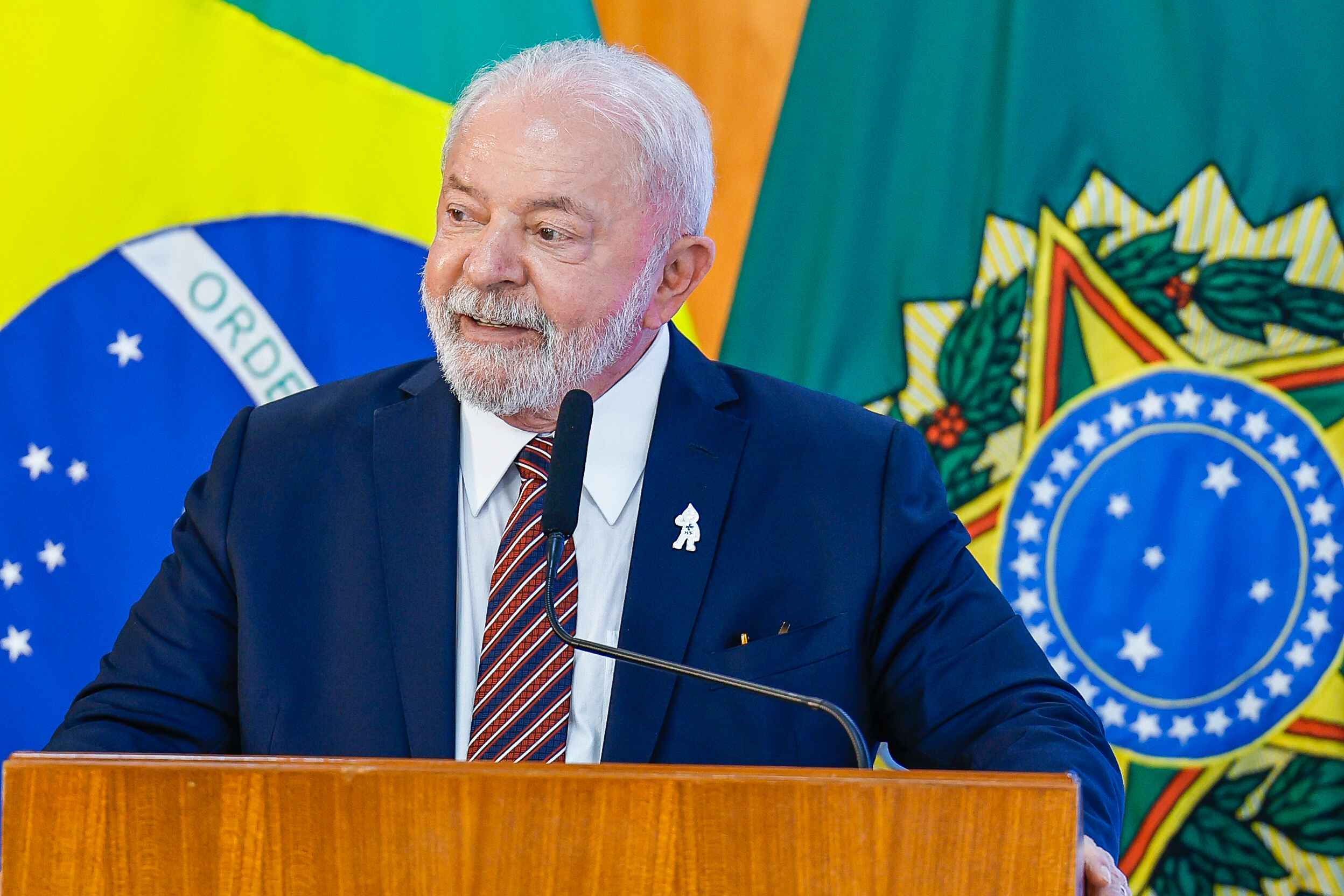
في أبريل 2023، أدان الرئيس البرازيلي لويز إيناسيو لولا دا سيلفا انتهاك روسيا لسلامة أراضي أوكرانيا، وقال إن روسيا يجب أن تنسحب من الأراضي الأوكرانية التي احتلتها منذ فبراير 2022.

روسيا
روسيا
الدول المدرجة على قائمة "الدول غير الصديقة " لروسيا. وفرضت الدول والأقاليم المدرجة في القائمة عقوبات على روسيا بعد غزوها لأوكرانيا عام 2022.

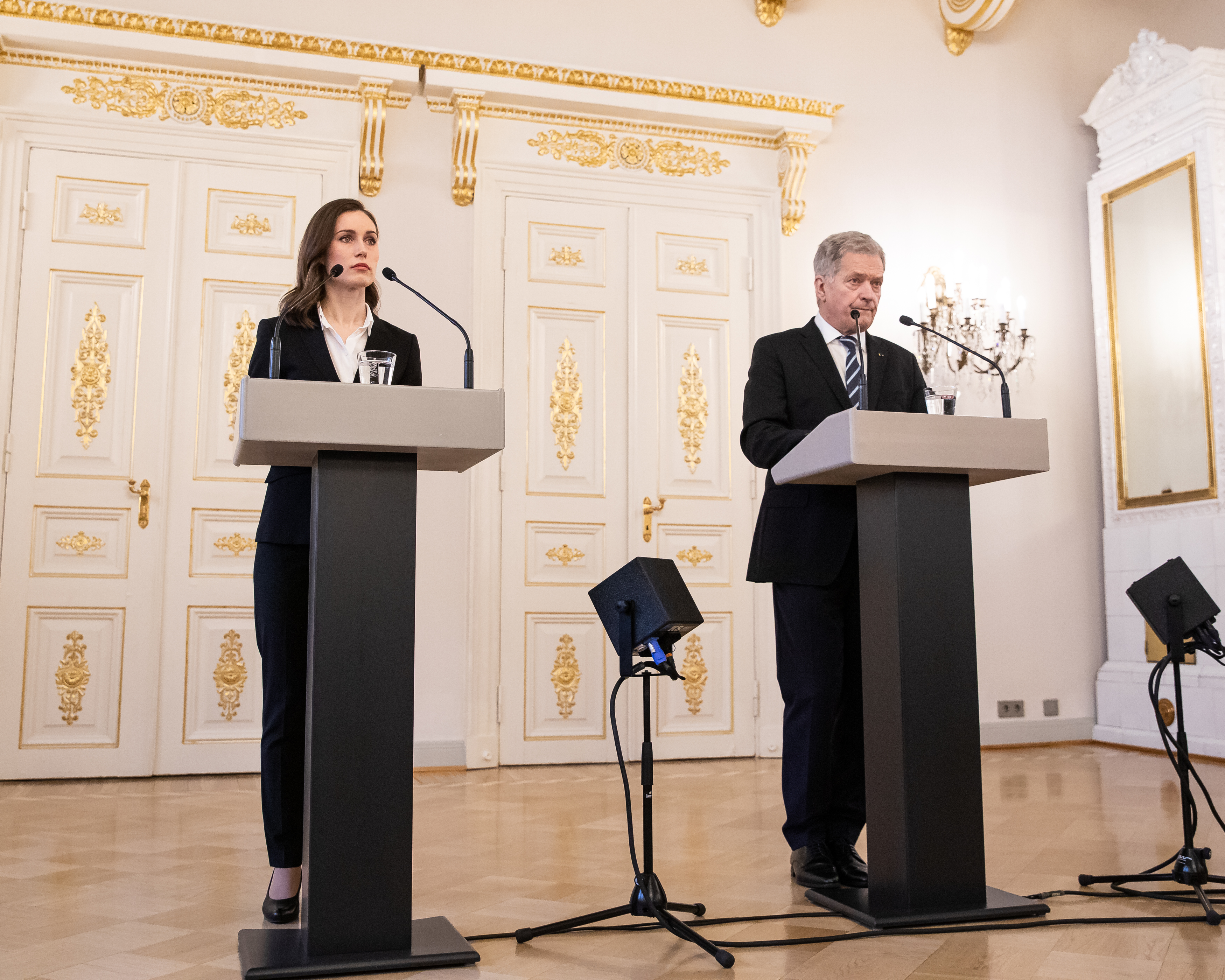
الرئيس الفنلندي ساولي نينيستو ورئيسة الوزراء سانا مارين في مؤتمر صحفي حول الوضع في أوكرانيا، 24 فبراير 2022

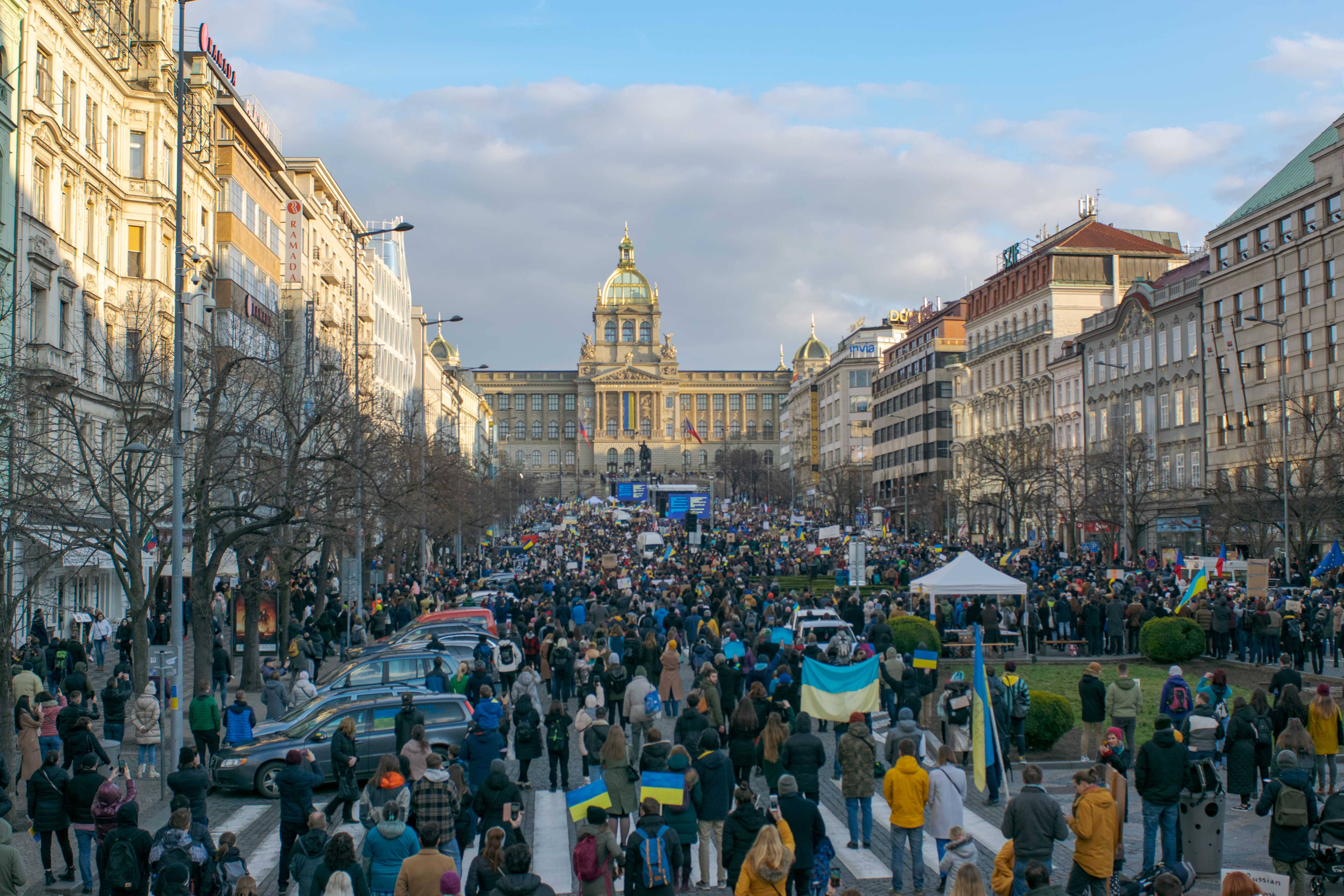
مظاهرة الدعم لأوكرانيا في براغ، 27 فبراير 2022

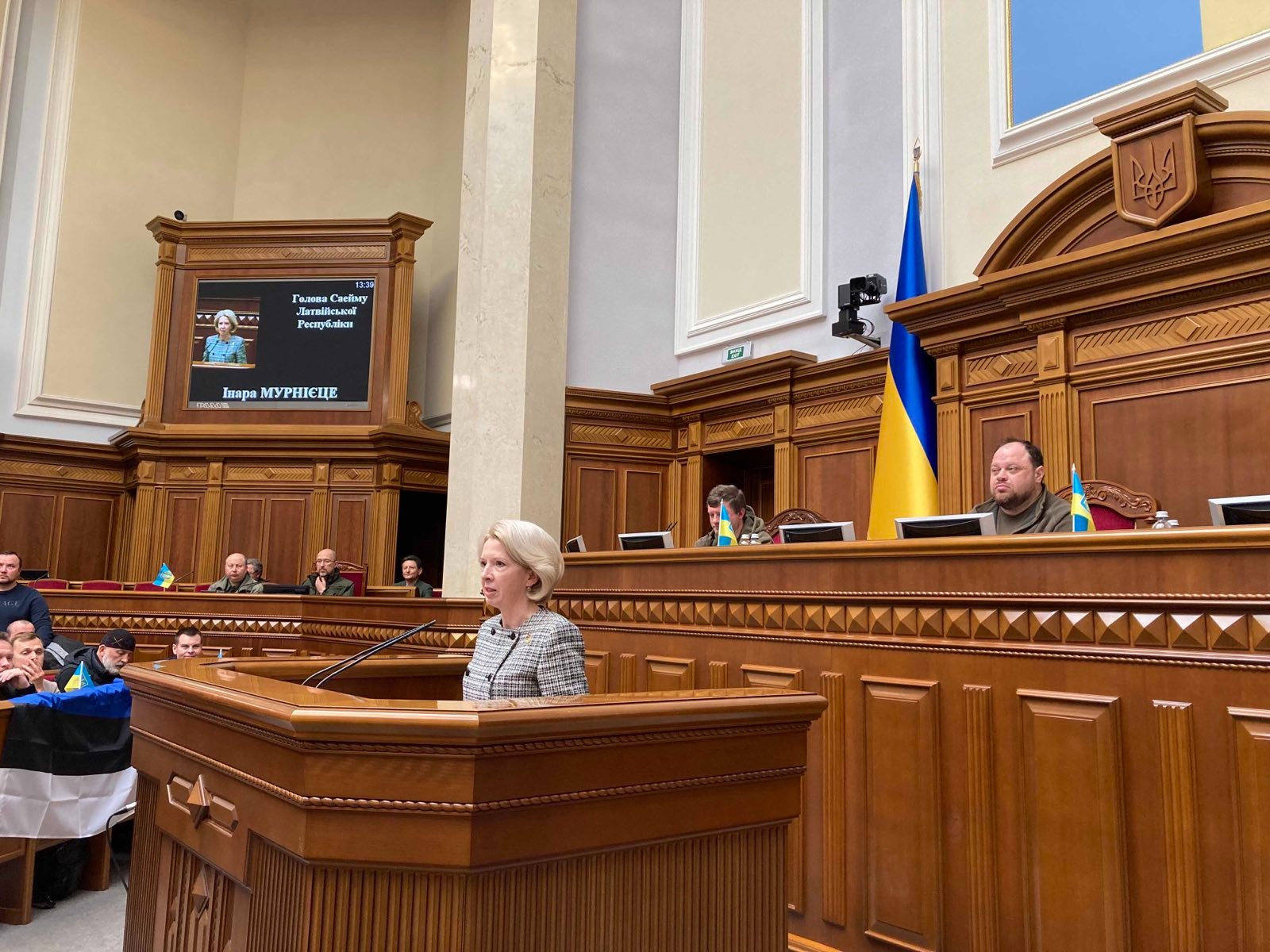
رئيسة البرلمان البرلماني إينارا مونيتسا تخاطب البرلمان الأوكراني في 24 مارس 2022.

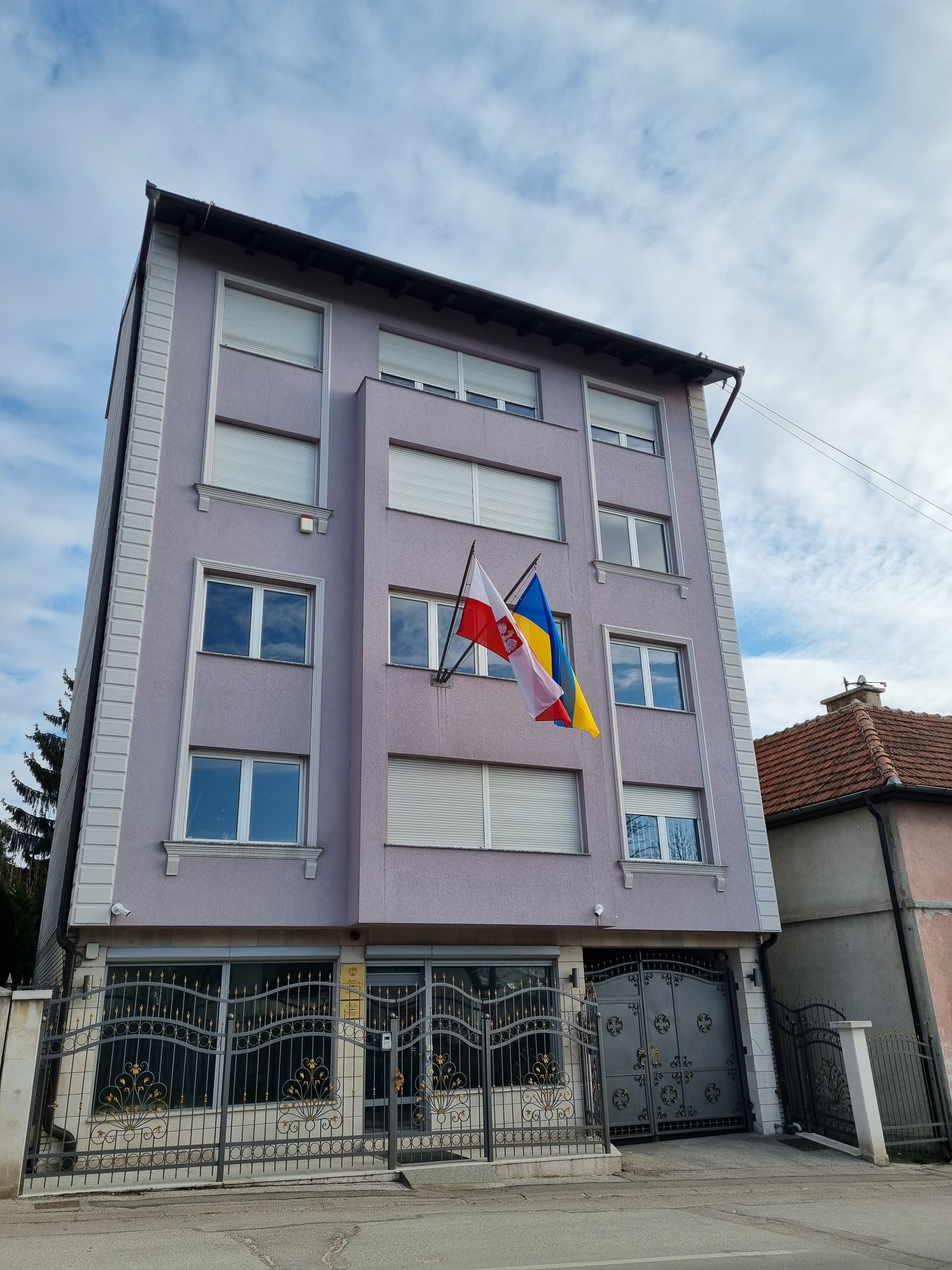
العلم الأوكراني على السفارة البولندية في سراييفو البوسنية.

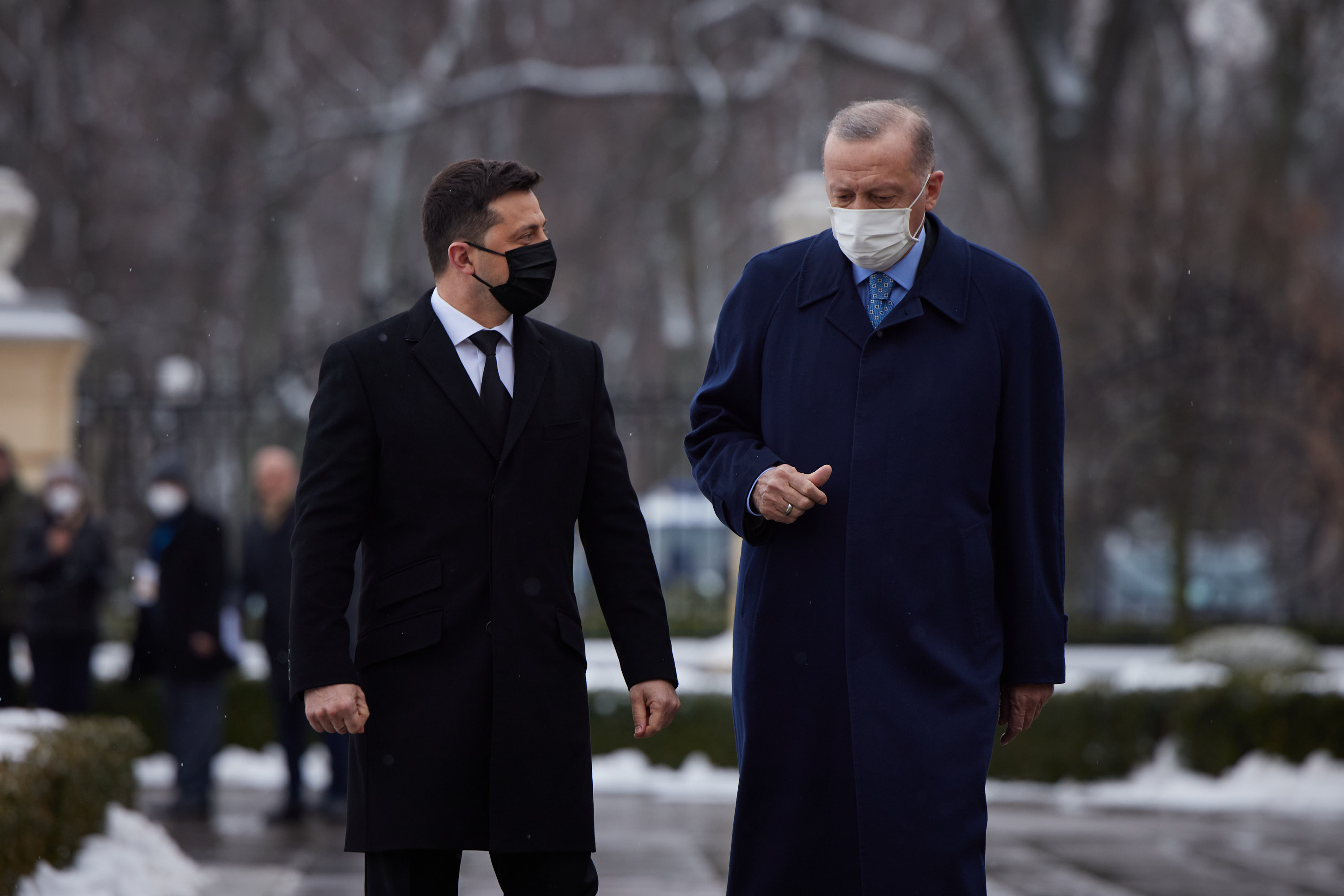
الرئيس التركي رجب طيب أردوغان يزور أوكرانيا على وشك غزو عام 2022.

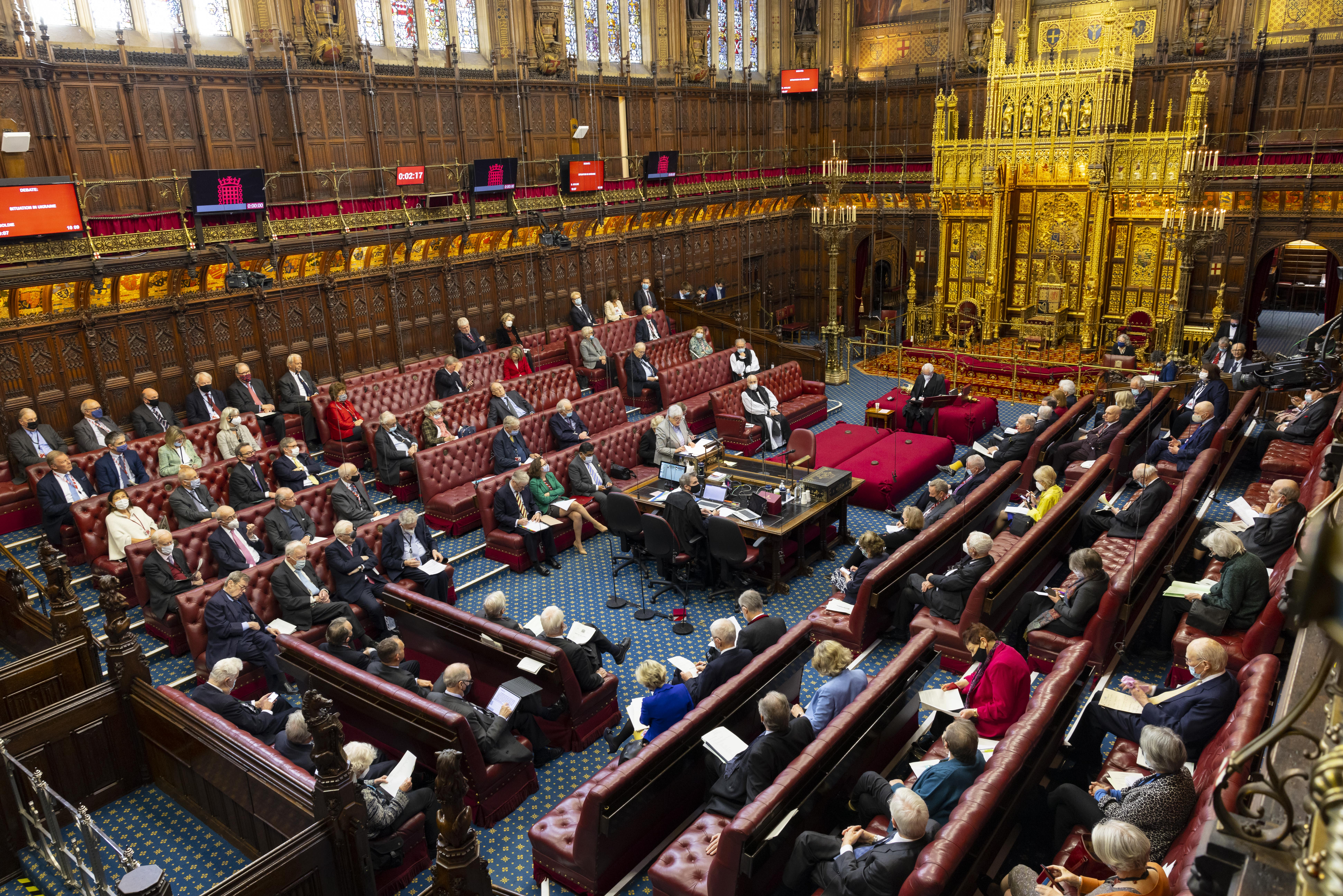
ناقش مجلس اللوردات في المملكة المتحدة الوضع في أوكرانيا في 25 فبراير 2022.

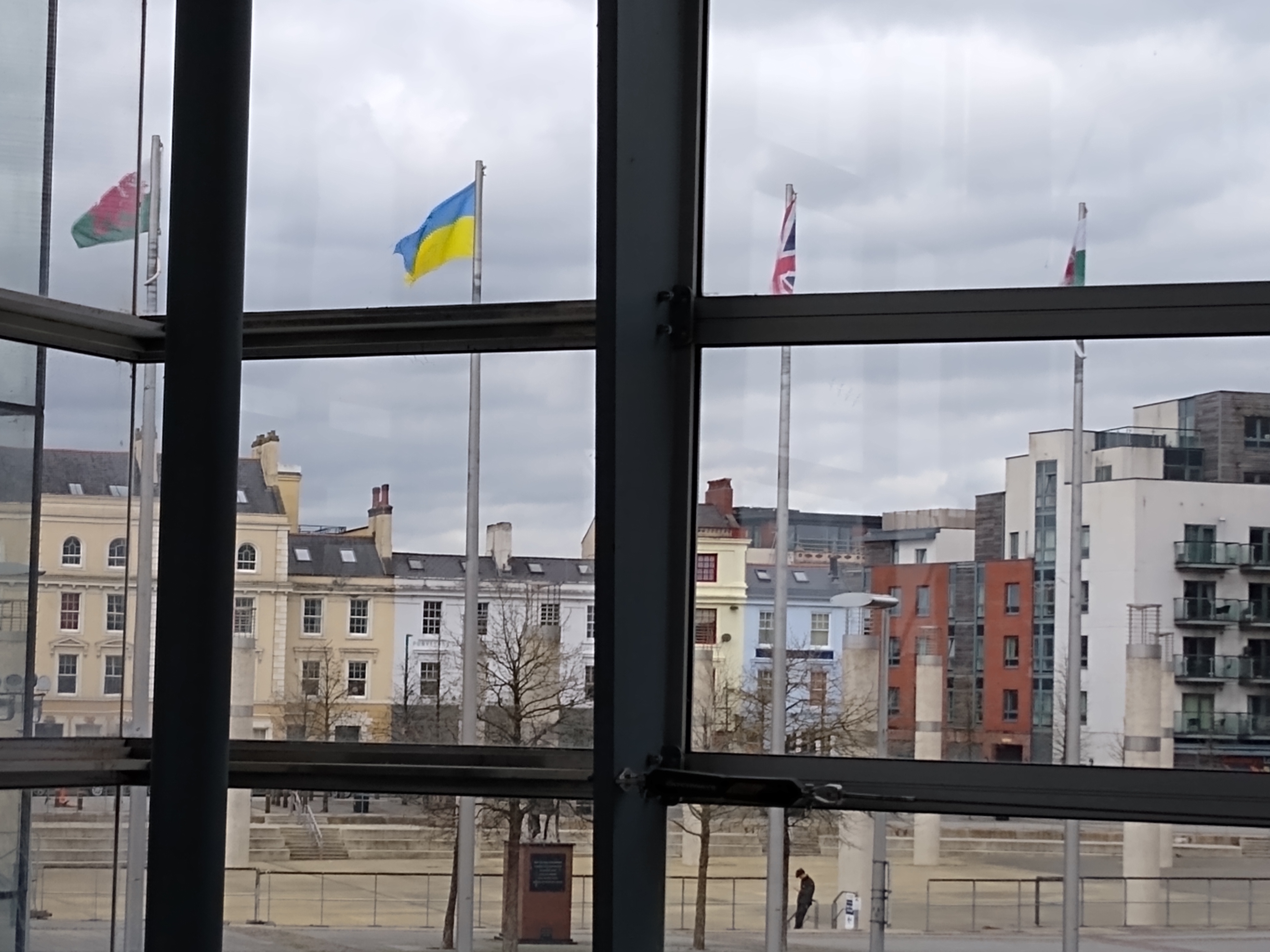
العلم الأوكراني خارج مبنى برلمان ويلز في ويلز

ذكرت صحيفة الإيكونوميست، وهي صحيفة أسبوعية بريطانية، أنه بعد مرور عام على الغزو الروسي لأوكرانيا، بدأت العديد من الدول في الانجراف نحو روسيا، في حين ابتعدت دول مثل بنغلاديش ومدغشقر عن روسيا.

### إدانة روسيا
| الدولة                    | ملاحظات |
| ------------------------- | --- |
| ألبانيا                   | دعا رئيس ألبانيا إلير ميتا مجلس الأمن القومي إلى الاجتماع وأصدر بيانًا "يدين بشدة الهجوم العسكري الروسي على أوكرانيا" باعتباره "تصعيدًا غير مبرر وغير مبرر" بينما يعرب عن حزنه على الأرواح التي فقدت و"تضامنه الكامل مع شعب أوكرانيا وشعبها". المؤسسات الديمقراطية". وأدلى رئيس الوزراء إيدي راما بتصريحات مماثلة في وقت سابق على تويتر، وانضمت وزيرة أوروبا والشؤون الخارجية أولتا شاشكا والسفير لدى الأمم المتحدة فيريت خوجا في اجتماع مجلس الأمن، إلى الولايات المتحدة في الدعوة إلى تصويت الأمم المتحدة على قرار يدين روسيا. بهدف إجبار روسيا على استخدام حق النقض. وبعد قمة الناتو، قال راما إن ألبانيا مستعدة لاستقبال بضعة آلاف من اللاجئين الأوكرانيين الفارين من الحرب. |
| أندورا                    | دعا رئيس الوزراء زافيير إسبوت إلى السلام، قائلا إن "الحرب لا ينبغي أن تكون ملاذا". في 2 مارس، انضمت أندورا إلى العقوبات الاقتصادية ضد روسيا. ولم يسبق أن طبقت أندورا أي عقوبات على دولة أخرى. |
| أنتيغوا وباربودا          | أدان وزير الخارجية بول شيت جرين الغزو الروسي وحث على إجراء محادثات دبلوماسية. |
| الأرجنتين                 | في 24 فبراير، دعت وزارة الخارجية الأرجنتينية روسيا إلى احترام ميثاق الأمم المتحدة والقانون الدولي. وطلب الرئيس ألبرتو فرنانديز من "الاتحاد الروسي وضع حد للعمل العسكري واحترام سيادة أوكرانيا والعودة إلى الحوار". في 24 فبراير، امتنعت الأرجنتين، إلى جانب البرازيل وثلاث دول أخرى في أمريكا اللاتينية، عن التصويت في منظمة الدول الأمريكية لإدانة الغزو الروسي لأوكرانيا، قائلة إن المنظمة ليست "منتدى مناسبًا". في 2 مارس، صوتت الأرجنتين لصالح قرار الجمعية العامة للأمم المتحدة الذي يدين الغزو الروسي لأوكرانيا ويطالب بالانسحاب الكامل للقوات الروسية. وأمام الأمم المتحدة، قال وزير الخارجية سانتياغو كافييرو إن غزو أوكرانيا كان "غير شرعي" وأدان "العمليات العسكرية على الأراضي الأوكرانية"، معتبراً أن العالم "لا يتسامح مع المزيد من الوفيات أو الحروب". كما دعمت الأرجنتين أوكرانيا في مجلس حقوق الإنسان التابع للأمم المتحدة. في 1 يوليو 2022، أجرى فرنانديز محادثة هاتفية مع الرئيس زيلينسكي، حيث أدان فرنانديز الغزو مرة أخرى ووعد بتقديم المزيد من المساعدة لأوكرانيا. |
| أستراليا                  | ندد رئيس الوزراء سكوت موريسون بالغزو وفرض ضوابط على التصدير وحظر السفر على روسيا، كثمن "للهجمات والتهديدات والترهيب غير المبررة وغير القانونية وغير المبررة" وأكد مجددًا "التزام أستراليا الثابت بسيادة أوكرانيا وسلامة أراضيها". ومع ذلك، أشار موريسون إلى أنه لا يتوقع ردع بوتين. ردًا على مطالبة روسيا بحفظ السلام، ردت أستراليا "إنهم ليسوا قوات حفظ سلام. إنهم غزاة". في 25 فبراير، أدان موريسون تخفيف الصين للقيود المفروضة على استيراد القمح الروسي ووصفه بأنه "غير قابل للتفسير" و"غير مقبول على الإطلاق"، وقال إنه أعطى "شريان حياة لروسيا [...] أثناء غزو دولة أخرى". دعا وزير الاتصالات بول فليتشر إلى تعليق بث شبكتين تلفزيونيتين روسيتين تسيطر عليهما الدولة، آر تي وإن تي في موسكو، في 25 فبراير/شباط؛ أوقفت خدمتان تلفزيونيتان أستراليتان بث قناة RT، وأوقفت إحداهما أيضًا بث قناة NTV موسكو. |
| النمسا                    | قال مستشار النمسا كارل نيهامر "هناك حرب في أوروبا مرة أخرى"، وأدان الهجوم الروسي وأعلن تضامن بلاده النمسا مع أوكرانيا. |
| جزر البهاما               | أدانت جزر البهاماس الغزو وصرح وزير الخارجية فريد ميتشل أن "غزو أوكرانيا من قبل الاتحاد الروسي بقيادة رئيسه فلاديمير بوتين هو أمر خاطئ وغير قانوني ويجب أن ينتهي ويتم التراجع عنه". |
| باربادوس                  | حثت رئيسة الوزراء ميا موتلي روسيا على الانسحاب ووصفت الغزو بأنه انتهاك لسلامة الأراضي الأوكرانية. |
| بلجيكا                    | قال رئيس الوزراء ألكسندر دي كرو إن الاتحاد الأوروبي بحاجة إلى "عقوبات روسية مؤلمة"، خاصة ضد "النخبة الحاكمة". في أوائل أبريل، كان من المقرر وضع ثلاث عائلات أوكرانية في اثنين من ممتلكات العائلة المالكة البلجيكية، التي تديرها مؤسسة "ثقة ملكية"، في حين سيتم استخدام العقار الثالث "للسكن الجماعي للاجئين الأوكرانيين". |
| بليز                      | أدانت حكومة بليز "الغزو الروسي غير القانوني" وأعربت عن تضامنها مع أوكرانيا، واقتبس الأمير ويليام، حفيد ملكة بليز، خطابها الذي ألقته عام 1994 أمام الجمعية الوطنية البليزية، وقال إن الناس في بليز يتضامنون مع أولئك الذين يناضلون في أوكرانيا. |
| بوتان                     | صوتت بوتان لصالح قرار الجمعية العامة للأمم المتحدة، الذي يدين الغزو. |
| بوتسوانا                  | كانت بوتسوانا واحدة من 87 دولة موقعة على رسالة الأمم المتحدة التي تدين الغزو الروسي لأوكرانيا. |
| بروناي                    | أدانت سلطنة بروناي الغزو، داعية إلى حل الوضع دون استخدام القوة. |
| بلغاريا                   | أدانت بلغاريا الغزو وقال رئيس الوزراء كيريل بيتكوف: "نرى أن هذا العدوان لم يكن سببه الجانب الأوكراني ومثل هذه الأعمال في أوروبا غير مقبولة". تم إقالة وزير الدفاع البلغاري ستيفان يانيف لإصراره على أنه من الخطأ وصفها بأنها حرب، قائلاً إنها "عملية". وقال أيضًا إنه ليست هناك حاجة لأن تتبنى بلغاريا - وهي عضو في الاتحاد الأوروبي وحلف شمال الأطلسي - "موقفًا مؤيدًا لروسيا أو مؤيدًا لأمريكا أو مؤيدًا لأوروبا". |
| كمبوديا                   | قال رئيس الوزراء هون سين إنه فقط من خلال المفاوضات السلمية، وليس الحرب، يمكن حل أي خلافات. وأدان هون سين تصرفات روسيا قائلا "ما زلت أقف متضامنا مع الشعب الأوكراني ضد الغزو". ويُزعم أن وزارة الخارجية الكمبودية أرادت البقاء على الحياد التام والامتناع عن التصويت في الأمم المتحدة، على غرار فيتنام ولاوس، في الأيام التي أعقبت غزو روسيا لأوكرانيا في 24 فبراير من العام الماضي، لكن هون سين تدخل وأمر دبلوماسيه في الأمم المتحدة بالمشاركة. -رعاية قرار يدين موسكو. |
| كندا                      | أدان رئيس الوزراء جاستن ترودو "بأشد العبارات الممكنة الهجوم الروسي الفظيع على أوكرانيا" وذكر أن "هذه الأعمال غير المبررة تمثل انتهاكًا واضحًا آخر لسيادة أوكرانيا وسلامة أراضيها. كما أنها تنتهك التزامات روسيا بموجب القانون الدولي والميثاق" للأمم المتحدة." |
| الرأس الأخضر              | أدان رئيس وزراء الرأس الأخضر خوسيه أوليسيس كوريا إي سيلفا الغزو ودعا إلى البحث عن حلول من خلال القنوات الدبلوماسية والحوار. |
| تشيلي                     | قال الرئيس سيباستيان بينيرا إن "العمل العدواني الذي قامت به روسيا وانتهاك سيادة أوكرانيا" ينتهك القانون الدولي، في حين أن الرئيس المنتخب غابرييل بوريك "يدين غزو أوكرانيا وانتهاك سيادتها والاستخدام غير المشروع للقوة". |
| كولومبيا                  | صرح الرئيس إيفان دوكي أن كولومبيا "ترفض بشكل قاطع الهجمات ضد أوكرانيا من قبل روسيا" وتعتبر الغزو انتهاكًا للقانون الدولي وميثاق الأمم المتحدة. |
| كوستاريكا                 | أصدر الرئيس كارلوس ألفارادو بيانًا على تويتر يرفض فيه ويدين "استخدام القوة وانتهاك سيادة أوكرانيا وسلامة أراضيها"، قائلًا إن السلام هو "الطريق الوحيد". |
| كرواتيا                   | أصدر رئيس الوزراء أندريه بلينكوفيتش بيانًا على تويتر قال فيه: "ندين بشدة عدوان روسيا وغزوها لأوكرانيا. هذا الهجوم غير المبرر يعد انتهاكًا صارخًا لسيادة أوكرانيا والقانون الدولي". كما التقى بلينكوفيتش بالسفير الأوكراني لدى كرواتيا، مشيراً إلى أن كرواتيا ستدعم حزمة عقوبات الاتحاد الأوروبي، وأنها مستعدة لتقديم المساعدة الإنسانية والفنية لأوكرانيا. |
| قبرص                      | غرد الرئيس نيكوس أناستاسيادس على تويتر بإدانته "بأشد العبارات الممكنة"، مضيفا "يجب أن أقول إننا نشهد بخيبة أمل كبيرة ما يحدث في انتهاك للقانون الدولي ولا يسعنا إلا أن ندين كدولة أعمالا مماثلة تنتهك سيادة وسلامة أراضي البلاد". دولة مستقلة". وفي الوقت نفسه، دعا وزير الخارجية يوانيس كاسوليديس إلى وقف إطلاق النار، وقال إن "هذه عمليات عسكرية داخل أوروبا، وهو أمر تجنبناه منذ نهاية الحرب العالمية الثانية". |
| جمهورية التشيك            | وصف الرئيس ميلوش زيمان في 24 فبراير الغزو بأنه "عمل عدواني غير مبرر" وقال إن "روسيا ارتكبت جريمة ضد السلام"، داعياً إلى فرض عقوبات قاسية. وقال إنه كان "مخطئا" في الإصرار حتى قبل أيام قليلة على أن روسيا لن تغزو أوكرانيا. وقال رئيس الوزراء بيتر فيالا إن حكومته سحبت موافقتها على القنصليات الروسية في كارلوفي فاري وبرنو، وعلقت عمل قنصليات جمهورية التشيك في سان بطرسبرج ويكاترينبرج، وتوقفت عن إصدار تأشيرات للمواطنين الروس. وقال أيضًا إن الجمهورية ستصر على اعتماد أشد العقوبات ضد روسيا. |
| الدنمارك                  | قالت رئيسة الوزراء ميتي فريدريكسن إنه "يوم مظلم للسلام في جميع أنحاء العالم"، بينما ذكرت أن حكومتها مستعدة لقبول اللاجئين الأوكرانيين. جزر فارو - قال رئيس الوزراء بارور ستيج نيلسن: "إنه يوم حزين وأفكارنا مع الشعب الأوكراني. هذا ليس هجومًا على أوكرانيا فحسب، بل أيضًا على السلام الأوروبي. جزر فارو تدين بشدة الغزو الروسي لأوكرانيا". إن الهجوم يعد انتهاكا واضحا للقانون الدولي الذي يهدف إلى الحفاظ على العدالة والأمن والاستقرار. جرينلاند ـ أدان رئيس وزراء جرينلاند، موتي بي إيجيدي، الغزو، ووصفه بأنه لا معنى له، وأعلن أن جرينلاند سوف تنضم إلى العقوبات الدولية ضد روسيا. |
| دومينيكا                  | أدانت دومينيكا الغزو ودعت إلى إنهاء "العدوان". |
| جمهورية الدومينيكان       | أصدر رئيس الدومينيكان لويس أبي نادر بيانًا يحث فيه روسيا على الانسحاب من أوكرانيا، وذكر علاوة على ذلك أن روسيا تنتهك الهوية السياسية والثقافية والإقليمية للأوكرانيين. |
| الإكوادور                 | قال الرئيس غييرمو لاسو إن الإكوادور ستدعم موقف الأمم المتحدة ومنظمة الدول الأمريكية في إدانة الغزو. وأضاف أن "العدوان هو تدخل عنيف وانتهاك لمبادئنا للسلام العالمي". لكنه أضاف أن الإكوادور ليس لديها خطط لتعليق العلاقات الدبلوماسية مع روسيا. |
| إستونيا                   | وصفت رئيس الوزراء كاجا كالاس روسيا بأنها "تهديد لأوروبا بأكملها". كما أصدر ريجيكوغو، برلمان إستونيا، بيانين بشأن تعبئة القوات الروسية قبل الغزو وبدء الهجوم على أوكرانيا في عام 2022، أعرب فيهما عن دعمه لسلامة أراضي أوكرانيا وأدان الحرب التي بدأها الروس. |
| ولايات ميكرونيسيا المتحدة | قطعت ولايات ميكرونيزيا الموحدة العلاقات الدبلوماسية مع روسيا في 25 فبراير 2022. ودعمت إقالة الإتحاد الروسي بصفته رئيساً لمجلس الأمن التابع للأمم المتحدة، وأضاف البيان الرسمي أن "بقاء روسيا هناك يمثل واجهة، لأنها بحاجة إلى دعم النظام الدولي القائم على القواعد بدلا من تقويضه". |
| فيجي                      | أدان القائم بأعمال رئيس الوزراء أياز سيد خيوم تصرفات روسيا في أوكرانيا، داعيا إلى إنهاء جميع الأعمال العدائية وانتهاك القانون الدولي وحث روسيا على "العودة إلى الطاولة الدبلوماسية". |
| فنلندا                    | أدان الرئيس سولي نينيستو الهجوم الروسي والرئيس فلاديمير بوتين، قائلاً: "لقد سقط القناع الآن ولم يظهر سوى الوجه البارد للحرب". وقالت رئيسة الوزراء سانا مارين إن الغزو الروسي لأوكرانيا سيغير الجدل حول عضوية حلف شمال الأطلسي داخل بلادها، وكتبت على تويتر أن "الهجوم يعد انتهاكًا خطيرًا للقانون الدولي ويهدد حياة العديد من المدنيين. وتعرب فنلندا عن دعمها القوي لأوكرانيا". والأوكرانيين ونحن نبحث عن سبل لزيادة هذا الدعم". في 25 فبراير 2022، هدد متحدث باسم وزارة الخارجية الروسية بـ "عواقب عسكرية وسياسية" إذا حاولت فنلندا الانضمام إلى الناتو. أصدر نينيستو ومارين إعلانًا مشتركًا في 12 مايو أعلنا فيه أن فنلندا يجب أن تنضم إلى حلف شمال الأطلسي. |
| فرنسا                     | قال الرئيس الفرنسي إيمانويل ماكرون إنه تحدث مع بوتين "لوقف القتال والتحدث مع الرئيس الأوكراني" وطالب "بالوقف الفوري للعمليات العسكرية الروسية في أوكرانيا". |
| الغابون                   | شاركت الغابون في البيان المشترك الذي قادته ألبانيا والولايات المتحدة عقب التصويت على قرار مجلس الأمن التابع للأمم المتحدة بشأن العدوان الروسي على أوكرانيا. |
| غامبيا                    | شاركت غامبيا في رعاية البيان الذي قادته ألبانيا والولايات المتحدة في مجلس الأمن التابع للأمم المتحدة والذي يدين روسيا. |
| جورجيا                    | صرحت الرئيسة سالوميه زورابيشفيلي قائلة: "نحن نشارك في جميع أنواع العقوبات المالية الدولية وهذا شيء جيد بالنسبة للقطاع المالي الجورجي. وفي الوقت نفسه، نحن نشارك في جميع القرارات الدولية التي تم اتخاذها لدعم أوكرانيا. ونحن نشاطر [ مع أوكرانيا] تاريخ مشترك من قرنين من العدوان الروسي ونحن نعرف ما يعنيه ذلك". وقالت زورابيشفيلي إن بلادها "صدمت" من العدوان الروسي في أوكرانيا. وأكدت "تضامنها مع الشعب الأوكراني" ودعت إلى وقف العمليات العسكرية. ساهمت الحكومة الجورجية بمبلغ مليون لاري جورجي من ميزانيتها الاحتياطية لمساعدة الأوكرانيين المتضررين من الهجوم العسكري الروسي. اتخذ رئيس الوزراء إيراكلي غاريباشفيلي القرار ووقع مرسومًا يسمح بالمساعدة. سيتم استخدام التمويل لشراء الإمدادات الطبية لوزارة النازحين داخليًا والعمل والصحة والشؤون الاجتماعية في جورجيا. وفي 24 فبراير، أعرب رئيس برلمان جورجيا شالفا بابواشفيلي عن تضامنه مع أوكرانيا ودعا المجتمع الدولي إلى اتخاذ خطوات "لمنع روسيا من التصعيد إلى صراع واسع النطاق وضمان حماية الأعراف الدولية". في 27 فبراير، تم تسليم 100 طن من المساعدات الإنسانية إلى أوكرانيا عبر بولندا، بما في ذلك إمدادات الإسعافات الأولية، وأكثر من 30 نوعًا من الأدوية، ومكثفات الأكسجين، وغيرها من الإمدادات الإنسانية. وبالإضافة إلى ذلك، قدمت جورجيا مكونات الدم، ومواد نقل الدم، ووسائل التشخيص. في 4 مارس، أعلنت وزارة الصحة الجورجية أن جميع المواطنين الأوكرانيين في جورجيا سيحصلون على خدمات طبية طارئة مجانية إذا لزم الأمر. وقال رئيس الوزراء الجورجي إيراكلي جاريباشفيلي إن الحكومة الجورجية لا يمكنها فرض عقوبات منفصلة على روسيا. صرح نائب رئيس الوزراء/وزير خارجية جورجيا، ديفيد زالكالياني، أن "العدوان العسكري الذي شنته روسيا على أوكرانيا أمر لا يطاق على الإطلاق". ودعا الشركاء الدوليين إلى الرد الصارم على انتهاك روسيا للقانون الدولي وضمان تهدئة الوضع الراهن. أعربت وزارة خارجية جورجيا عن قلقها البالغ إزاء التطورات في أوكرانيا. ووفقا للبيان، فإن الأعمال العسكرية الروسية قوضت سلامة أراضي أوكرانيا وسيادتها، فضلا عن ميثاق الأمم المتحدة والمبادئ الأساسية للقانون الدولي. وقال وزير الاقتصاد ليفان دافيتاشفيلي إن جورجيا جزء من كل العقوبات الدولية المفروضة على روسيا زار وفد برلماني من جورجيا مدينتين أوكرانيتين حيث عارض بابواشفيلي بشدة الغزو الروسي لأوكرانيا. وقام حزب "الحركة الوطنية المتحدة" المعارض، وهو حزب المعارضة الرئيسي في جورجيا، بزيارة مفاجئة إلى كييف في نفس اليوم، حيث أرسل وفدا منفصلا ضم رئيس الحزب نيكا ميليا والرئيس الجورجي السابق جيورجي مارجفيلاشفيلي. |
| ألمانيا                   | قالت أنالينا بيربوك، وزيرة الخارجية، إن العالم استيقظ في عالم مختلف. وأعلنت فرض عقوبات واسعة النطاق على روسيا. ووصف المستشار أولاف شولتس الغزو بأنه "خطأ فادح" من جانب بوتين. استبعدت ألمانيا في البداية إرسال أسلحة إلى أوكرانيا، ومنعت إستونيا من إرسال مدافع هاوتزر ألمانية الصنع إلى أوكرانيا. وقالت ألمانيا إنها سترسل 5000 خوذة ومستشفى ميداني إلى أوكرانيا، وهو ما رد عليه عمدة كييف فيتالي كليتشكو قائلاً: "ما الذي سيرسلونه بعد ذلك؟ الوسائد؟". في 26 فبراير، فيما اعتبره المراقبون رد فعل على الضغوط المتزايدة من الحلفاء في الناتو والاتحاد الأوروبي، تراجعت ألمانيا عن موقفها وسمحت لإستونيا بإرسال تسعة مدافع هاوتزر ألمانية الصنع، كما سمحت لهولندا بإرسال 400 قاذفة قنابل صاروخية، بالإضافة إلى ذلك. وافقت على إرسال 1000 سلاح مضاد للدبابات و500 نظام دفاع مضاد للطائرات من طراز ستينغر إلى أوكرانيا. في جلسة برلمانية طارئة في 27 فبراير، تحدث شولتز عن "حقبة جديدة" بدأت مع الغزو الروسي. ومن الآن فصاعدا، ستستثمر ألمانيا أكثر من هدف الناتو المتمثل في 2% من الناتج المحلي الإجمالي في الدفاع. وسيتم توفير 100 مليار يورو للاستثمارات في الجيش في عام 2022. وفقًا لصحيفة بيلد، خطط الرئيس الألماني فرانك فالتر شتاينماير للسفر إلى كييف في أبريل 2022 كإشارة للتضامن، لكن المسؤولين الأوكرانيين تجاهلوه. |
| غانا                      | أدان وزير الخارجية شيرلي أيوركور بوتشواي الغزو. |
| اليونان                   | قالت الرئيسة كاترينا ساكيلاروبولو: "إننا ندين بشدة الهجوم الروسي على دولة مستقلة" باعتباره "انتهاكًا واضحًا للقانون الدولي وقيمنا". في 8 مارس 2022، اليوم العالمي للمرأة، ظهرت ساكيلاروبولو في البرلمان اليوناني بفستان بألوان علم أوكرانيا، تكريمًا للمرأة الأوكرانية المتضررة من الحرب. أدان رئيس الوزراء كيرياكوس ميتسوتاكيس تصرفات روسيا "الرجعية" ضد أوكرانيا. |
| غرينادا                   | أدانت غرينادا الغزو. |
| غواتيمالا                 | أصدر الرئيس أليخاندرو جياماتي بيانًا على تويتر، أدان فيه الغزو الروسي. |
| غيانا                     | أدانت غيانا الغزو وحثت روسيا على احترام السيادة الأوكرانية. |
| هايتي                     | أعربت هايتي عن قلقها إزاء الوضع في أوكرانيا وحثت البلدين على إيجاد حل دبلوماسي. وقد شاركت هايتي في رعاية قرار مجلس الأمن التابع للأمم المتحدة الذي يدين روسيا. |
| هندوراس                   | أدانت هندوراس الغزو الروسي. |
| آيسلندا                   | أدان رئيس الوزراء كاترين ياكوبسدوتير الغزو الروسي لأوكرانيا ووصفه بأنه "انتهاك غير مقبول للقانون الدولي". |
| إندونيسيا                 | أعرب المتحدث باسم وزارة الخارجية تيوكو فايزاسياه عن قلقه بشأن الصراع. وحثت إندونيسيا روسيا على احترام سيادة أوكرانيا ووحدة أراضيها. وقال بيان صحفي للوزارة إن الهجوم على أوكرانيا "غير مقبول". كما غرد الرئيس الإندونيسي جوكو ويدودو قائلاً: "أوقفوا الحرب. الحرب تجلب المعاناة للبشرية وتعرض العالم للخطر". كما أصدر مجلس نواب الشعب بيان إدانة. |
| إيطاليا                   | وعد رئيس الوزراء ماريو دراجي "ببذل كل ما يلزم لاستعادة السيادة الأوكرانية" وقال إنه "من المستحيل إجراء حوار هادف مع موسكو"، مطالبا روسيا بسحب قواتها دون قيد أو شرط إلى الحدود الدولية. |
| أيرلندا                   | وصف الرئيس مايكل د. هيغينز الغزو الروسي بأنه "غير مقبول وغير أخلاقي" وقال: "هذا العنف يجب أن يتوقف. يجب أن تسحب روسيا القوات. يجب أن ينتهي صعود النزعة العسكرية. يجب توفير الوصول الإنساني الكامل إلى جميع المدنيين المحتاجين. كل ويجب اغتنام بصيص الأمل من خلال الدبلوماسية." أدان تاويستش ميشيل مارتن تصرفات روسيا "الشنيعة" في أوكرانيا ووعد بفرض "عقوبات صارمة من الاتحاد الأوروبي"، بينما قال: "يجب أن تكون أفكارنا مع شعب أوكرانيا الأبرياء في هذه، أصعب أوقاتهم". صرح تانيست ليو فارادكار أنه في حين أن أيرلندا محايدة عسكريًا، "ففي هذا الصراع، أيرلندا ليست محايدة على الإطلاق"، معترفًا بدعم البلاد "الثابت وغير المشروط" لأوكرانيا. وقارن غزو أوكرانيا بغزو تشيكوسلوفاكيا في عام 1939، واصفا بوتين بأنه "هتلر القرن الحادي والعشرين". |
| جامايكا                   | أدان رئيس الوزراء أندرو هولنيس روسيا، قائلاً: "إن جامايكا متسقة في دعمها للاحترام العالمي والالتزام بمبادئ القانون الدولي، واحترام السلامة الإقليمية وسيادة جميع الدول. ولذلك، لا يمكننا أن ندعم، ولا نؤيد ذلك". في الواقع، نحن ندين غزو أوكرانيا". |
| اليابان                   | أدان رئيس الوزراء فوميو كيشيدا الغزو وأعلن أنه سيتعاون مع الولايات المتحدة لفرض المزيد من العقوبات ضد روسيا. في 25 فبراير، فرضت اليابان عقوبات جديدة، بما في ذلك حظر تصدير أشباه الموصلات وغيرها من منتجات التكنولوجيا الفائقة، وجمدت أصول ثلاثة بنوك روسية، لكنها أعلنت لاحقًا أنها لن تصادر الاحتياطيات الأجنبية الروسية المجمدة المودعة لدى بنك اليابان. كما نظرت في توسيع العقوبات على بيلاروسيا، بسبب دعمها للغزو. في 26 فبراير، وافقت اليابان على زيادة جهود الردع مع الولايات المتحدة، حيث صرح وزير الخارجية الياباني يوشيماسا هاياشي بأن "تأثير ذلك لن يتوقف في أوروبا". اتسمت العلاقات اليابانية الروسية في السابق بمحاولات يابانية لتجنب استعداء روسيا، خاصة وأن نزاع جزر الكوريل كان النزاع الإقليمي الوحيد لروسيا في آسيا. ومع ذلك، كانت اليابان تشعر بقلق متزايد بشأن الآثار الجيوسياسية للضم على الصين وتايوان. |
| كينيا                     | شاركت كينيا في البيان المشترك الذي قادته ألبانيا والولايات المتحدة عقب التصويت على قرار مجلس الأمن التابع للأمم المتحدة بشأن العدوان الروسي على أوكرانيا. |
| كيريباتي                  | شاركت كيريباتي في رعاية قرار مجلس الأمن التابع للأمم المتحدة الذي يدين روسيا. |
| الكويت                    | شاركت الكويت في البيان المشترك الذي قادته الولايات المتحدة عقب التصويت على قرار مجلس الأمن الدولي بشأن العدوان الروسي. |
| لاتفيا                    | أدان رئيس لاتفيا إيجيلز ليفيتس بشدة الغزو الروسي لأوكرانيا، ودعا إلى تقديم "كل الدعم الممكن، بما في ذلك الأسلحة" لأوكرانيا و"أقسى العقوبات الممكنة" ضد روسيا. وفي مقابلة لاحقة وصف الغزو بأنه "بداية النهاية لبوتين". في 26 فبراير، علقت وزارة خارجية لاتفيا إصدار تأشيرات للمواطنين الروس باستثناء التأشيرات الإنسانية. وبعد يومين، وافقت سايما (البرلمان اللاتيفي) على تعديلات قانونية تسمح لمواطني لاتفيا بالقتال طوعاً إلى جانب أوكرانيا ضد الغزو الروسي. في 4 مارس، أعاد مجلس مدينة ريغا تسمية جزء من الشارع أمام السفارة الروسية إلى شارع الاستقلال الأوكراني. أعرب رئيس وزراء لاتفيا كريجانيس كارينس عن أن اقتصاد لاتفيا وصادراتها يجب أن يستمروا في التحول بعيدًا عن روسيا، ويجب تقليل الاعتماد على واردات الطاقة الروسية في أقرب وقت ممكن. |
| لبنان                     | أدانت وزارة الخارجية اللبنانية في 24 فبراير الغزو الروسي، ودعت موسكو إلى "وقف العمليات العسكرية على الفور". وأبدت سفارة روسيا في لبنان استغرابها من هذه الإدانة، وأصدرت بيانا جاء فيه أن "البيان... فاجأنا [السفارة الروسية] بانتهاك سياسة النأي بالنفس والانحياز إلى طرف ضد آخر في هذه الأحداث، مشيرة إلى أن روسيا لم تدخر جهدا في المساهمة في تقدم واستقرار الجمهورية اللبنانية". |
| ليسوتو                    | شاركت ليسوتو في البيان المشترك الذي قادته ألبانيا والولايات المتحدة عقب التصويت على قرار مجلس الأمن التابع للأمم المتحدة بشأن العدوان الروسي على أوكرانيا. |
| ليبيريا                   | قالت الحكومة الليبيرية إن الهجوم غير المبرر غير مقبول، و"[حثت] روسيا على تخفيف الأعمال العدائية". |
| ليبيا                     | أدانت وزيرة الخارجية نجلاء المنقوش التدخل العسكري الروسي ووصفته بأنه انتهاك للقانون الدولي، ودعت موسكو إلى "التهدئة والتراجع". |
| ليختنشتاين                | أدانت ليختنشتاين الغزو في بيان نشر على الموقع الرسمي للحكومة. وعدت حكومة ليختنشتاين بمبلغ 500,000 ألف فرنك سويسري من ميزانيتها الحالية للتعاون الإنساني الدولي والتنمية لتمويل المشاريع الإنسانية للمتضررين من الحرب. |
| ليتوانيا                  | أدانت ليتوانيا بشدة الغزو ودعت إلى تقديم مساعدات عسكرية واقتصادية وإنسانية لأوكرانيا. وأعلن رئيس ليتوانيا جيتاناس نوسيدا حالة الطوارئ، وأمر القوات المسلحة للدولة العضو في حلف شمال الأطلسي بالانتشار على طول حدودها ردًا على "الاضطرابات والاستفزازات المحتملة بسبب حشد القوات العسكرية الكبيرة في روسيا وبيلاروسيا". |
| لوكسمبورغ                 | أدان رئيس الوزراء كزافييه بيتيل الغزو على تويتر. وقال وزير الخارجية جان أسلبورن، في مقابلة مع إذاعة محلية، إن "التصفية الجسدية" لبوتين ربما تكون السبيل الوحيد للخروج من الحرب. ووصف لاحقًا تصريحاته بأنها "زلة لسان" ورد فعل عاطفي بعد سماعه للتو عن الهجمات العشوائية الروسية على خاركيف. |
| مالاوي                    | حث الرئيس لازاروس شاكويرا روسيا على الانسحاب. |
| ماليزيا                   | أعرب رئيس الوزراء إسماعيل صبري عن قلقه إزاء "تصاعد الصراع في أوكرانيا". ودعا إلى الحوار و"السلام والأمن". وأشارت بوابة ماليزياكيني الإخبارية المستقلة إلى أن البيان يفتقر إلى لغة قوية ولم يذكر روسيا أو يصف الصراع بأنه "غزو"، مما أدى إلى رد فعل متهم البوابة الإخبارية بالتحايل عن "جوهر البيان الصحفي". في 27 فبراير، نفت وزارة الخارجية الماليزية تقريرًا لصحيفة ساوث تشاينا مورنينج بوست يفيد بأنها "أفسدت" عملية إجلاء المواطنين الماليزيين من أوكرانيا من خلال إجبارهم على السفر إلى بولندا في سيارات خاصة هربًا من الغزو الروسي، بعد تقارير تفيد بأن فشلت الحافلة المستأجرة المقررة لاصطحابهم في الوصول. وأعقب ذلك مزاعم بأن الحكومة الماليزية رفضت احتمال الغزو الروسي ووصفته بأنه "سرد غربي". وفي الجلسة الطارئة للأمم المتحدة، أعلن ممثل ماليزيا أنه سيصوت لصالح مشروع القرار الذي يدين الغزو. |
| جزر المالديف              | صوتت جزر المالديف لصالح قرار الجمعية العامة للأمم المتحدة، الذي يدين الغزو. |
| مالطا                     | قال رئيس الوزراء روبرت أبيلا إن مالطا "تحدثت لصالح السلام في أوكرانيا" خلال اجتماع الزعماء الأوروبيين، مضيفًا أن القيام بذلك "لا يضر بموقف مالطا الحيادي"، حيث يؤكد دستور مالطا على الجزيرة كدولة محايدة تلتزم سياسة عدم الانحياز. |
| جزر مارشال                | شاركت جزر مارشال في رعاية قرار مجلس الأمن التابع للأمم المتحدة الذي يدين روسيا. |
| موريشيوس                  | دعت حكومة موريشيوس إلى حل سلمي للنزاع وانضمت إلى الدعوة للعودة إلى الحوار السلمي بين الأطراف. |
| المكسيك                   | أصدر وزير خارجية المكسيك مارسيلو إبرارد، نيابة عن الرئيس أندريس مانويل لوبيز أوبرادور، بيانًا على تويتر، رفض فيه الغزو الروسي وأدانه. كما طالب بوقف الأعمال العدائية للتوصل إلى حل سلمي. ومع ذلك، في 1 مارس، أعلن لوبيز أوبرادور أن المكسيك لن تشارك في العقوبات الاقتصادية ضد روسيا وانتقد الرقابة الخارجية على وسائل الإعلام الحكومية الروسية. وفي قمة مجموعة العشرين في بالي عام 2022، أكد لوبيز أوبرادور مجددًا أن المكسيك ستظل رسميًا على الحياد بشأن الصراع. |
| مولدوفا                   | أدانت الرئيسة مايا ساندو العمل الحربي ووصفته بأنه "انتهاك صارخ للقانون الدولي وسيادة أوكرانيا وسلامة أراضيها". وأضافت أن مولدوفا مستعدة لاستقبال عشرات الآلاف من الأشخاص الفارين من أوكرانيا بعد الهجوم الروسي وتعهدت بإبقاء الحدود مفتوحة لتقديم المساعدة. |
| موناكو                    | أكد الأمير ألبير الثاني دعمه لأوكرانيا في بيان له: "إن الإمارة تؤكد مجددا دعمها للقوانين الدولية، ولسيادة الدول وسلامتها واستقلالها". و"موناكو تقف إلى جانب الشعب الأوكراني وحقوق الإنسان". أعلن وزير الدولة بيير دارتو عن قلقه وقال إن موناكو تقف إلى جانب الشعب الأوكراني. وحث الروس على وقف عمليتهم العسكرية على الفور واستئناف الحوار. وقال القصر الملكي في موناكو في بيان إن "الإمارة اعتمدت ونفذت، دون تأخير، إجراءات تجميد الأموال والعقوبات الاقتصادية المماثلة لتلك التي اتخذتها معظم الدول الأوروبية". |
| الجبل الأسود              | أدان الرئيس ميلو دوكانوفيتش الغزو الروسي، قائلا إنه "ينتهك جميع المبادئ الأساسية للقانون الدولي، ويقوض الأمن الأوروبي، ويعرض استقراره للخطر". كما غرد نائب رئيس الوزراء دريتان أبازوفيتش بأن الجبل الأسود يقف إلى جانب شركاء الناتو والاتحاد الأوروبي. |
| نيبال                     | عارضت نيبال الغزو وقالت إنه يجب احترام مبادئ السيادة والسلامة الإقليمية بشكل كامل. |
| نيوزيلندا                 | أدانت رئيسة الوزراء جاسيندا أرديرن الغزو الروسي لأوكرانيا، ودعت روسيا إلى الانسحاب الفوري من أوكرانيا في محاولة لتجنب خسائر "كارثية وغير مبررة" في الأرواح. وعلقت نيوزيلندا اتصالاتها الدبلوماسية رفيعة المستوى مع روسيا وفرضت حظرا على السفر وضوابط على الصادرات. في أوائل مارس 2022، أقر البرلمان النيوزيلندي تشريعًا يفرض عقوبات على النخب والمنظمات والأصول الروسية التي تعتبر متواطئة في الغزو. في أواخر مارس، أرسلت قوات الدفاع النيوزيلندية تسعة محللين استخباراتيين لمساعدة البريطانيين والبلجيكيين في جمع المعلومات الاستخبارية المتعلقة بالحرب في أوكرانيا. وفي منتصف أبريل 2022، أرسلت نيوزيلندا طائرة من طراز C-130 Hercules و58 عسكريًا للمساعدة في الخدمات اللوجستية والنقل. جزر كوك - قالت وزارة الشؤون الخارجية والهجرة في جزر كوك في بيان لها: "تنضم جزر كوك إلى الآخرين في إدانة الغزو الروسي غير المبرر لأوكرانيا. وندعو روسيا إلى إنهاء الأعمال العدائية وانتهاكات سيادة القانون الدولي. |
| هولندا                    | أدان رئيس الوزراء مارك روته التصرفات الروسية "بأشد العبارات الممكنة"، قائلا إن "دولة واحدة ورجلا واحدا مسؤولان"، بينما دعا إلى "فرض أقصى العقوبات" على روسيا. صرح الملك ويليم ألكسندر والملكة ماكسيما أن "قلوبهما تتجه نحو شعب أوكرانيا وكل من تأثر بالعنف". أعلنت العائلة المالكة الهولندية أنها ستستضيف ست إلى ثماني عائلات من اللاجئين من أوكرانيا اعتبارًا من منتصف أبريل في قلعة هيت أودي لو. |
| النيجر                    | كانت النيجر واحدة من 87 دولة موقعة على رسالة الأمم المتحدة التي تدين الغزو الروسي لأوكرانيا. |
| نيجيريا                   | في 24 فبراير 2022، وصفت وزارة الخارجية النيجيرية الغزو بأنه "مفاجأة". وأعلنت عن خطط لإجلاء المواطنين النيجيريين من أوكرانيا. ومع ذلك، فقد تجنب إدانة تصرفات روسيا، وأكد من جديد ادعاءات روسيا بأن الهجمات في أوكرانيا "اقتصرت على المنشآت العسكرية". في 26 فبراير 2022، بعد أن التقى وزير الخارجية جيفري أونياما بالسفير الأوكراني لدى نيجيريا كيردودا فاليري، والسفير الروسي لدى نيجيريا أليكسي شيبارشين، ومبعوثين من دول مجموعة السبع، أدان رسميًا الغزو الروسي وحث القوات الروسية على الانسحاب. |
| مقدونيا                   | أدان الرئيس ستيفو بينداروفسكي الغزو الروسي ووصفه بأنه "اعتداء على سلامة أراضي أوكرانيا وسيادتها، وانتهاك صارخ للمبادئ الأساسية للقانون الدولي، واعتداء على النظام الديمقراطي، وتهديد لاستقرار أوروبا". أعلن رئيس الوزراء ديميتار كوفاتشيفسكي استعداد حكومته لاستقبال اللاجئين من أوكرانيا إذا تدهور الوضع هناك أكثر. |
| النرويج                   | أكد رئيس الوزراء يوناس غار ستور أن النرويج "تدين الهجوم العسكري الروسي على أوكرانيا بأشد العبارات الممكنة". |
| بالاو                     | شاركت بالاو في البيان المشترك الذي قادته ألبانيا والولايات المتحدة عقب التصويت على قرار مجلس الأمن التابع للأمم المتحدة بشأن العدوان الروسي على أوكرانيا. |
| باراغواي                  | أدانت باراغواي الغزو.[201] |
| بابوا غينيا الجديدة       | شاركت بابوا غينيا الجديدة في رعاية قرار مجلس الأمن التابع للأمم المتحدة الذي يدين روسيا. |
| بنما                      | أعربت بنما عن أسفها للغزو وأعلنت دعمها لسيادة أوكرانيا واستقلالها وسلامة أراضيها. |
| بيرو                      | قال وزير الخارجية سيزار لاندا في بيان: "في مواجهة انتهاك سيادة أوكرانيا وأراضيها وسلامتها، ترفض بيرو استخدام القوة وتعلن رأيها من خلال وزارة الخارجية، متذرعة باحترام القانون الدولي". |
| الفلبين                   | حثت وزارة الخارجية الفلبينية المجتمع الدولي على إعادة تأكيد التزامه بالحوار السلمي و"أكثر من مجرد كلمات" واستشهدت بإعلان مانيلا الصادر عن الجمعية العامة للأمم المتحدة بشأن التسوية السلمية للنزاعات الدولية. التزم وزير الخارجية تيودورو لوكسين جونيور بالذهاب إلى الحدود الأوكرانية للإشراف شخصيًا على إعادة الفلبينيين إلى وطنهم في أوكرانيا. وقالت الفلبين في وقت لاحق إنها ستصوت لصالح إدانة الغزو في الجلسة الخاصة الطارئة للجمعية العامة للأمم المتحدة. ناشد الرئيس رودريغو دوتيرتي بوتين، وهو أيضًا صديقه الشخصي، في 23 مايو كبح جماح القوات المسلحة الروسية بعد ورود تقارير عن مقتل مدنيين، وضمان سلامة الفارين من المنطقة. واعترف بأن الصراع كان حربًا ضد دولة ذات سيادة وليس "عملية عسكرية خاصة". |
| بولندا                    | كتب رئيس الوزراء ماتيوش مورافيتسكي على تويتر: "يجب علينا الرد فورًا على العدوان الإجرامي الروسي على أوكرانيا، وعلى أوروبا والعالم الحر أن يوقف بوتين"، وأعلنت حكومتها أن البلاد "مستعدة لاستقبال المهاجرين وأعدت المستشفيات وقطارًا". لنقل الأوكرانيين المصابين في الهجوم". حظر مجلس الإذاعة الوطني شبكة التلفزيون الروسية "آر تي" التي تسيطر عليها الدولة في 24 فبراير. |
| البرتغال                  | رئيس الوزراء أنطونيو كوستا "يدين بشدة العمل العسكري الذي شنته روسيا اليوم على الأراضي الأوكرانية" في بيان صحفي عقب اجتماع مع وزير الدولة والشؤون الخارجية ووزير الدفاع ورئيس الأركان العامة. |
| رومانيا                   | أدان الرئيس كلاوس يوهانيس العدوان العسكري الروسي على أوكرانيا عبر تويتر. وقال إن "رومانيا، إلى جانب المجتمع الديمقراطي الدولي برمته، ترفض بشدة هذا السلوك غير المسؤول الذي يقوض أسس العلاقات الدولية والنظام الحالي للقانون الدولي"، وأن "الاتحاد الروسي أظهر مرة أخرى أنه ليس كذلك". مهتمون بالحوار البناء والمسؤول الذي يقدمه المجتمع الأوروبي والأوروبي الأطلسي"، وأنه يتعين على المواطنين الرومانيين مغادرة أوكرانيا في أسرع وقت ممكن. |
| سان مارينو                | أصدر وزير خارجية سان مارينو بيانا قال فيه إن "التصعيد العسكري في أوكرانيا يمثل جرحا كبيرا لجميع الشعوب والأمم التي تؤمن بقوة بقيم السلام وتدين الحرب بشدة" و"مؤسسات سان مارينو وحكومتها في صدمة عميقة في هذا الوقت". |
| سانت لوسيا                | أعربت سانت لوسيا عن قلقها بشأن الغزو وأيدت بيان الجماعة الكاريبية الذي يدين روسيا. |
| ساموا                     | وصف الممثل الدائم لساموا لدى الأمم المتحدة، الغزو بأنه "غير مبرر" وذكر أن "ساموا تشعر بقلق بالغ إزاء غزو الاتحاد الروسي لأوكرانيا. ويشكل مثل هذا الإجراء انتهاكًا واضحًا". لسلامة الأراضي والسيادة..." كما دعا روسيا وأوكرانيا إلى المشاركة في مفاوضات السلام. |
| سيراليون                  | حث الرئيس جوليوس مادا بيو على إنهاء الحرب في أوكرانيا "من أجل الإنسانية"، مشيراً إلى أنه يعتقد "حتى أولئك الذين يتعاطفون مع روسيا يؤيدون وقف هذه الحرب". وفي خضم ترشحه لإعادة انتخابه عام 2023، أشار بيو إلى أنه يأمل أن تساعد الدبلوماسية التي يقودها القادة الأفارقة في التوسط لإنهاء الحرب. |
| سنغافورة                  | قالت وزارة الخارجية السنغافورية إن سنغافورة "تدين بشدة أي غزو غير مبرر لدولة ذات سيادة تحت أي ذريعة"، وأنه "يجب احترام سيادة أوكرانيا واستقلالها وسلامة أراضيها". وأضاف "يجب على جميع الأطراف المعنية مواصلة الحوار، بما في ذلك الوسائل الدبلوماسية، من أجل التوصل إلى تسوية سلمية للنزاع، وفقا للقانون الدولي، وتجنب الأنشطة التي من شأنها زيادة التوترات في المنطقة". وذكرت وسائل الإعلام المحلية أن سنغافورة قد تنضم إلى العقوبات الدولية على روسيا، ومن غير المرجح أن تتلقى ضربة اقتصادية مباشرة من قيود التصدير المفروضة على روسيا. في 28 فبراير 2022، أعلنت سنغافورة فرض عقوبات على روسيا، وفرض ضوابط على الصادرات "التي يمكن استخدامها مباشرة كأسلحة في أوكرانيا لإلحاق الأذى أو إخضاع الأوكرانيين" وتحركت "لمنع بعض البنوك الروسية والمعاملات المالية المرتبطة بروسيا". كانت هذه الخطوة هي الأولى من نوعها من قبل دولة في جنوب شرق آسيا وخروجًا عن رفض رابطة دول جنوب شرق آسيا لإدانة الغزو. |
| سلوفاكيا                  | صرح رئيس الوزراء إدوارد هيجر أن "الإمبريالية الروسية قد عادت أمام أعيننا بشكلها العدواني والمتشدد" وأضاف عن الرئيس الروسي فلاديمير بوتين أن "جميع ضحايا هذه الحرب سيكونون ضحاياه وسيكون مسؤولاً عنهم في أعين الرأي العام العالمي." في 24 فبراير 2022، تمت إضاءة قلعة براتيسلافا ومقر رئيس سلوفاكيا قصر جراسالكوفيتش في براتيسلافا باللونين الأزرق والأصفر تضامنًا مع أوكرانيا. كما زودت سلوفاكيا أوكرانيا بنظام الدفاع الجوي S-300. |
| سلوفينيا                  | أدان رئيس الوزراء يانيز يانشا "العدوان العسكري الروسي غير المسبوق ضد أوكرانيا" وطالب روسيا بسحب قواتها العسكرية على الفور والاحترام الكامل لسلامة أراضي أوكرانيا، مؤكدا من جديد دعم سلوفينيا لأوكرانيا. من المقرر أن يزور يانشا أوكرانيا في 25 فبراير 2022 لإجراء محادثات مع نظرائه الأوكرانيين. كما تم تعليق العلم الوطني لأوكرانيا من البرلمان السلوفيني في ليوبليانا كرمز للتضامن والأخوة بين البلدين. |
| كوريا الجنوبية            | قال الرئيس مون جاي إن إن كوريا الجنوبية ستنضم إلى العقوبات ضد روسيا. وقال: "إن استخدام القوات المسلحة للتسبب في خسائر بشرية لا يمكن تبريره تحت أي ظرف من الظروف". وقالت وزارة الخارجية: "إن الحكومة الكورية تدين بشدة الغزو المسلح الروسي ضد أوكرانيا باعتباره انتهاكًا لمبادئ ميثاق الأمم المتحدة" و"الحكومة الكورية ستدعم وتنضم إلى جهود المجتمع الدولي، بما في ذلك العقوبات الاقتصادية، للحد من الأسلحة المسلحة". في الأول من مارس، أعلنت كوريا الجنوبية أنها ستوقف جميع المعاملات مع سبعة بنوك روسية رئيسية والشركات التابعة لها، وستقيد شراء سندات الخزانة الروسية. وفي أبريل 2022، رفضت كوريا الجنوبية طلب أوكرانيا للحصول على أنظمة أرضية تستهدف الطائرات والصواريخ الباليستية، مشيرة إلى "موقفها المبدئي" المتمثل في عدم توفير أجهزة فتاكة. في ذلك الوقت، تم تزويد أوكرانيا بحوالي 25.000 نظام مضاد للطائرات و60.000 نظام مضاد للدبابات من قبل الولايات المتحدة وحلفائها. |
| إسبانيا                   | أدان رئيس الوزراء بيدرو سانشيز "الأعمال العسكرية التي لا تطاق للحكومة الروسية في الأراضي الأوكرانية" على تويتر بعد عقد اجتماع لمجلس الأمن القومي الإسباني برئاسة الملك فيليب السادس. ووصف وزير الخارجية خوسيه مانويل ألباريس الهجوم بأنه "غير مبرر" و"انتهاك صارخ للقانون الدولي"، وأعلن أن إسبانيا تنسق مع شركاء الاتحاد الأوروبي وحلفاء الناتو. طالبت وزيرة الدفاع مارجريتا روبلز بفرض عقوبات "شديدة حقًا" ووصفت التصرفات الروسية بأنها "ذات خطورة غير عادية" لكنها أشارت إلى أنه لن تكون هناك قوات تابعة لحلف شمال الأطلسي على الأراضي الأوكرانية لأن البلاد "ليست عضوًا في الناتو". في 27 فبراير، أعلنت وزيرة الدفاع الإسبانية مارجريتا روبلز عن شحن 20 طنًا من المعدات العسكرية الدفاعية إلى أوكرانيا وتقدمت بطلب إرسال الفرقاطة بلاس دي ليزو بالتزامن مع مهمة الناتو. |
| سورينام                   | أدانت سورينام الغزو. |
| السويد                    | صرحت رئيسة الوزراء ماجدالينا أندرسون بأن "السويد تدين بأشد العبارات الغزو الروسي المستمر لأوكرانيا. إن أفعال روسيا هي أيضًا هجوم على النظام الأمني الأوروبي. وسوف يقابلها رد فعل موحد وقوي تضامنًا مع أوكرانيا. روسيا وحدها هي المسؤولة للمعاناة الإنسانية." |
| سويسرا                    | وصفت وزارة الخارجية السويسرية تصرفات روسيا بأنها "غزو" و"انتهاك صارخ للقانون الدولي"، في حين أعلن الرئيس السويسري إجنازيو كاسيس أن بلاده ستدعم عقوبات الاتحاد الأوروبي على السفر والتمويل لكنها لن تفرض عقوبات خاصة بها. ومع ذلك، عكس المجلس الفيدرالي السويسري مساره في 28 فبراير، معلنًا أن سويسرا ستفرض نفس العقوبات على الأصول الروسية مثل الاتحاد الأوروبي. واستُثنيت من هذه العقوبات المدفوعات مقابل المواد الخام للطاقة. وبحسب كاسيس، فإن القرار كان غير مسبوق ولكنه يتوافق مع الحياد السويسري. انعقد المؤتمر الدولي لتعافي أوكرانيا في لوغانو، سويسرا، في 5 يوليو 2022، لتمويل إعادة بناء الدولة التي مزقتها الحرب. |
| تايلاند                   | أعربت وزارة الخارجية التايلاندية عن "قلقها العميق" وقالت إنها تدعم "التسوية السلمية للوضع من خلال الحوار". |
| تيمور الشرقية             | كانت تيمور الشرقية واحدة من 87 دولة موقعة على رسالة الأمم المتحدة التي تدين الغزو الروسي لأوكرانيا. |
| ترينيداد وتوباغو          | وأدان وزير الخارجية أمري براون الغزو. |
| تونس                      | دعت تونس جميع الأطراف إلى العمل على تسوية النزاع بالطرق السلمية، وأعربت عن "قلقها البالغ" إزاء تفاقم التوتر في المنطقة. ودعت تونس رعاياها في أوكرانيا إلى عدم مغادرة البلاد دون تنسيق مسبق. |
| المملكة المتحدة           | قدمت الملكة تبرعًا "سخيًا" إلى لجنة الطوارئ للكوارث (DEC) للنداء الإنساني لأوكرانيا. وقال رئيس الوزراء بوريس جونسون إنه "شعر بالفزع من الأحداث المروعة في أوكرانيا" و"لقد اختار الرئيس بوتين طريق إراقة الدماء والدمار من خلال شن هذا الهجوم غير المبرر". خلال زيارة إلى ساوثيند أون سي، أدان أمير ويلز الغزو الروسي، قائلاً: "ما رأيناه في المأساة الرهيبة في ساوثيند كان هجومًا على الديمقراطية، وعلى المجتمع المفتوح، وعلى الحرية نفسها. نحن نرى هؤلاء "نفس القيم تتعرض للهجوم اليوم في أوكرانيا بأكثر الطرق غير المعقولة. في الموقف الذي نتخذه هنا، نحن نتضامن مع كل أولئك الذين يقاومون العدوان الوحشي". قدمت زوجته، دوقة كورنوال، تبرعًا "كبيرًا" لحملة اللاجئين التي أطلقتها صحيفة ديلي ميل. ذكرت العائلة المالكة لدوق ودوقة كامبريدج على تويتر: "في أكتوبر 2020، حظينا بشرف مقابلة الرئيس زيلينسكي والسيدة الأولى للتعرف على أملهما وتفاؤلهما بمستقبل أوكرانيا. اليوم نقف مع الرئيس وكل من شعب أوكرانيا وهو يقاتل بشجاعة من أجل هذا المستقبل". كما قدم الزوجان تبرعًا خاصًا وشكرهما الرئيس زيلينسكي على رسالة الدعم التي وجهاها. ووصف وزير الدولة للدفاع بن والاس تصرفات روسيا بأنها "عدوان سافر على دولة ديمقراطية". جبل طارق – "إن التصرفات التي اتخذتها روسيا اليوم، والتي شنت غزوًا واسع النطاق لدولة ديمقراطية ذات سيادة دون أي استفزاز أو عذر معقول، ليست أقل من مروعة. لم يتوقع أحد منا أن نشهد مثل هذا العدوان الذي لا يغتفر في أوروبا في حياتنا. لذلك، جبل طارق وقال رئيس الوزراء فابيان بيكاردو: "إننا ننضم إلى رئيس وزراء المملكة المتحدة وقادة الدول والشعوب الأخرى في جميع أنحاء العالم في إدانة هذا العمل بأشد العبارات". دعا بيكاردو إلى حظر شبكة التلفزيون الروسية التي تسيطر عليها الدولة RT في 25 فبراير؛ وافق مقدمو خدمات التلفزيون في جبل طارق على تعليق بث قناة RT. غيرنسي - "تتبع غيرنسي نظام العقوبات في المملكة المتحدة والسياسة الخارجية للمملكة المتحدة وستستمر في القيام بذلك. سيتم تطبيق بعض الإجراءات المعلنة تلقائيًا وقد تم إبلاغ الصناعة بذلك بالفعل. قد تتطلب بعض العقوبات الأخرى التي تم الإعلان عنها أمس تشريعًا جديدًا في المملكة المتحدة، وإذا كان الأمر كذلك، فإن الولايات المتحدة ستتحرك بالتوازي مع المملكة المتحدة لضمان تطبيق جميع العقوبات الجديدة وتنفيذها بشكل موحد. جزيرة مان – إن حكومة جزيرة آيل أوف مان على اتصال وثيق مع حكومة المملكة المتحدة وستظل كذلك فيما يتعلق بالوضع الذي يتكشف في أوكرانيا. "سنتخذ إجراءات تتماشى مع حكومة المملكة المتحدة." ومنذ ذلك الحين، أغلقت مجالها الجوي وموانئها أمام الطائرات والسفن الروسية، ووسعت نطاق عقوبات المملكة المتحدة لتطبق تلقائيًا على جزيرة آيل أوف مان. وأدان رئيس الوزراء ألفريد كانان تصرفات الرئيس الروسي. جيرسي – أصدر نائب رئيس الوزراء (بالوكالة)، السيناتور ليندون فارنهام، البيان التالي: "نحن نقف إلى جانب المملكة المتحدة بالكامل في إدانتها لهذا العمل العدواني، وسوف نتصرف على الفور بما يتماشى مع رد المملكة المتحدة. المملكة المتحدة نحن مسؤولون في نهاية المطاف عن علاقاتنا الخارجية باعتبارها مسألة تتعلق بالقانون الدولي، ونحن ننفذ عقوبات المملكة المتحدة والأمم المتحدة. |
| الولايات المتحدة          | أصدر الرئيس جو بايدن بيانا أدان فيه الغزو الروسي ووصفه بأنه "غير مبرر وغير مبرر" واتهم بوتين ببدء "حرب متعمدة ستؤدي إلى خسائر فادحة في الأرواح ومعاناة إنسانية". صرح بايدن أن الولايات المتحدة لن ترسل قواتها لحماية أوكرانيا، ومع ذلك، سمح بايدن بفرض عقوبات تستهدف بشكل مباشر بوتين ووزير الخارجية الروسي سيرجي لافروف. وفي خطاب حالة الاتحاد لعام 2022، أعلن بايدن أنه سيتم إغلاق المجال الجوي الأمريكي بالكامل أمام جميع الطائرات الروسية. بالإضافة إلى ذلك، أدان بايدن القلة الروسية التي دعمت بوتين، قائلاً: "إننا ننضم إلى حلفائنا الأوروبيين للعثور على يخوتكم وشققكم الفاخرة وطائراتكم الخاصة والاستيلاء عليها. نحن قادمون لتحقيق مكاسبكم غير المشروعة". وهددت نائبة الرئيس كامالا هاريس بزيادة العقوبات ضد روسيا في مؤتمر ميونيخ الأمني: "دعوني أكون واضحا، أستطيع أن أقول بكل يقين مطلق: إذا قامت روسيا بغزو أوكرانيا مرة أخرى، فإن الولايات المتحدة، جنبا إلى جنب مع حلفائنا وشركائنا، سوف تفرض عقوبات كبيرة وقاسية على أوكرانيا". تكاليف اقتصادية غير مسبوقة." وتعهدت رئيسة مجلس النواب نانسي بيلوسي بأن المجلس سيوافق على التمويل اللازم لدعم الحكومة الأوكرانية. وقال زعيم الأغلبية في مجلس الشيوخ تشاك شومر إن "هناك محرقة تحدث" في أوكرانيا. |
| الأوروغواي                | أدان الرئيس لويس لاكال بو "تصرفات روسيا المخالفة للقانون الدولي"، وأعلن أن أوروغواي "دولة ملتزمة دائمًا بالسلام"، الأمر الذي شجع فيه عودة المفاوضات من أجل "حل حضاري" للصراع. وفي بيان رسمي صادر عن وزارة الخارجية، ذكرت الحكومة أن مبادئ ميثاق الأمم المتحدة "تعرضت للانتهاك بشكل صارخ" بعد الهجمات العسكرية الروسية؛ وأعلنت أنه تم إجلاء أربعة مواطنين من الأوروغواي من أوكرانيا إلى قبرص، وأنها تراقب الوضع، وتهتم بوضع "مواطنيها" من أجل تقديم المساعدة المناسبة لهم. |

#### الحكومات في المنفى
| ولاية     | ملحوظات |
| --------- | --- |
| أفغانستان | القائم بالأعمال في بعثة أفغانستان الدائمة لدى الأمم المتحدة نصير أحمد فائق ، الذي يمثل حكومة البلاد السابقة المعترف بها دوليا، جمهورية أفغانستان الإسلامية، صوت لصالح قرار الجمعية العامة للأمم المتحدة دإط-11/1، الذي يدين الغزو. |
| ميانمار   | قال وزير التعاون الدولي في حكومة الوحدة الوطنية في ميانمار المنفية ، الدكتور ساسا ، إن "الهجمات غير المبررة وغير المبررة على أوكرانيا من قبل روسيا غير مبررة وغير مقبولة".                                                         |

#### دول غير عضوة في الأمم المتحدة
| ولاية         | ملحوظات |
| ------------- | --- |
| كوسوفو        | أدان رئيس الوزراء ألبين كورتي الغزو الروسي ووصفه بأنه "أكبر عدوان عسكري، ليس فقط في أوروبا، منذ نهاية الحرب العالمية الثانية"، قائلاً "إننا نتضامن مع شعب أوكرانيا ونقف جنباً إلى جنب مع الاتحاد الأوروبي وحلف شمال الأطلسي، الولايات المتحدة والمملكة المتحدة بشأن سيادة الدولة وسلامة أراضيها واستقلال البلاد وحق تقرير المصير لشعب أوكرانيا"، إلى جانب إدانات برلمان كوسوفو. وفي الوقت نفسه، قال الرئيس فيوسا عثماني إن شعب كوسوفو يدعم الأوكرانيين "في مواجهة حرب غير مبررة نتيجة للعدوان الروسي"، موضحًا على تويتر "سنعمل مع حلفائنا". . . . ولن تنتصر الهيمنة الروسية. ستنتصر الحرية والديمقراطية”. علاوة على ذلك، أدان بيان مشترك صادر عن رئيس كوسوفو ورئيس الوزراء وكبار الوزراء محاولات المقارنة مع إعلان كوسوفو استقلالها عن صربيا: "إن جهود الدكتاتور بوتين للإشارة إلى قضية كوسوفو ومقارنتها هي غير مستقرة على الإطلاق وتعسفية ومحاولة للتمويه. عدم وجود أي أساس أو سبب للهجوم الهمجي لقواتها ضد دولة ذات سيادة". |
| قبرص الشمالية | وأوصت وزارة الخارجية بشدة جميع القبارصة الأتراك في أوكرانيا باتخاذ جميع تدابير السلامة الممكنة وكذلك تقديم الخدمات لأولئك الذين يتطلعون إلى مغادرة أوكرانيا. |
| تايوان        | صرحت الرئيسة تساي إنغ ون أن "حكومتنا تدين انتهاك روسيا لسيادة أوكرانيا وتحث جميع الأطراف على مواصلة حل النزاعات من خلال الوسائل السلمية والعقلانية". وأعلنت وزارة الخارجية أن تايوان ستنضم إلى العقوبات الدولية ضد روسيا، وأعربت عن أسفها لقرار روسيا "استخدام القوة والترهيب في التنمر على الآخرين بدلا من حل النزاعات من خلال المفاوضات الدبلوماسية السلمية". وتحركت تايوان لمنع البنوك الروسية من استخدام نظام سويفت وأرسلت 27 طنا من المساعدات العسكرية. في وقت لاحق، أعلن الرئيس تساي إنغ وين ونائب الرئيس ويليام لاي ورئيس الوزراء سو تسينغ تشانغ أنهم سيتبرعون براتب شهر واحد للمساعدات الإنسانية لأوكرانيا. |

## المنظمات الحكومية والدولية

### حلف الناتو
في أعقاب الغزو الروسي لأوكرانيا في 24 فبراير 2022، قامت ثماني دول أعضاء في الناتو - بلغاريا وجمهورية التشيك وإستونيا ولاتفيا وليتوانيا وبولندا ورومانيا وسلوفاكيا - بإجراء مشاورات أمنية بموجب المادة 4 . وأصدرت الحكومة الإستونية بيانا لرئيس الوزراء كاجا كالاس جاء فيه: "إن العدوان الروسي الواسع النطاق يشكل تهديدا للعالم أجمع ولجميع دول الناتو، ويجب البدء في مشاورات الناتو بشأن تعزيز أمن الحلفاء لتنفيذ تدابير إضافية لضمان الدفاع عن حلفاء الناتو. إن الرد الأكثر فعالية على العدوان الروسي هو الوحدة." 
وفي 24 فبراير، أعلن ستولتنبرغ عن خطط جديدة "ستمكننا من نشر القدرات والقوات، بما في ذلك قوة الرد التابعة لحلف شمال الأطلسي، إلى حيث تكون هناك حاجة إليها". في أعقاب الغزو، أعلن الناتو عن خطط لزيادة الانتشار العسكري في دول البلطيق وبولندا ورومانيا.
بعد اجتماع مجلس الأمن التابع للأمم المتحدة في 25 فبراير، أعلن ستولتنبرغ أنه سيتم نشر أجزاء من قوة الرد التابعة لحلف شمال الأطلسي ، لأول مرة على الإطلاق، بين أعضاء الناتو على طول الحدود الشرقية. وذكر أن القوات ستشمل عناصر من قوة المهام المشتركة ذات الاستعداد العالي للغاية (VJTF) التي تقودها فرنسا. وأعلنت الولايات المتحدة في 24 فبراير/شباط أنها ستنشر 7000 جندي لينضموا إلى 5000 جندي موجودين بالفعل في أوروبا. وشملت قوات الناتو USS Harry S. Truman مجموعة حاملة الطائرات 8 ، التي دخلت البحر الأبيض المتوسط في الأسبوع السابق كجزء من تمرين مخطط له. تم وضع المجموعة الضاربة لحاملة الطائرات تحت قيادة الناتو، وهي المرة الأولى التي يحدث فيها ذلك منذ الحرب الباردة.
وبينما بدأت روسيا في بناء قوات على حدود أوكرانيا في الفترة التي سبقت الغزو، قامت فنلندا والسويد، الدولتان المحايتان، بزيادة تعاونهما مع حلف شمال الأطلسي. حضر كلا البلدين قمة الناتو الطارئة كأعضاء في شراكة الناتو من أجل السلام ، وأدان كلاهما الغزو وقدم المساعدة لأوكرانيا. في 25 فبراير، هددت المتحدثة باسم وزارة الخارجية الروسية ماريا زاخاروفا فنلندا والسويد بـ "عواقب عسكرية وسياسية" إذا حاولتا الانضمام إلى الناتو. تحول الرأي العام الفنلندي والسويدي لصالح الانضمام إلى حلف شمال الأطلسي بعد الغزو. وصلت عريضة عامة تطالب برلمان فنلندا بإجراء استفتاء للانضمام إلى الناتو إلى 50 ألف توقيع، مما أدى إلى مناقشة برلمانية في 1 مارس.

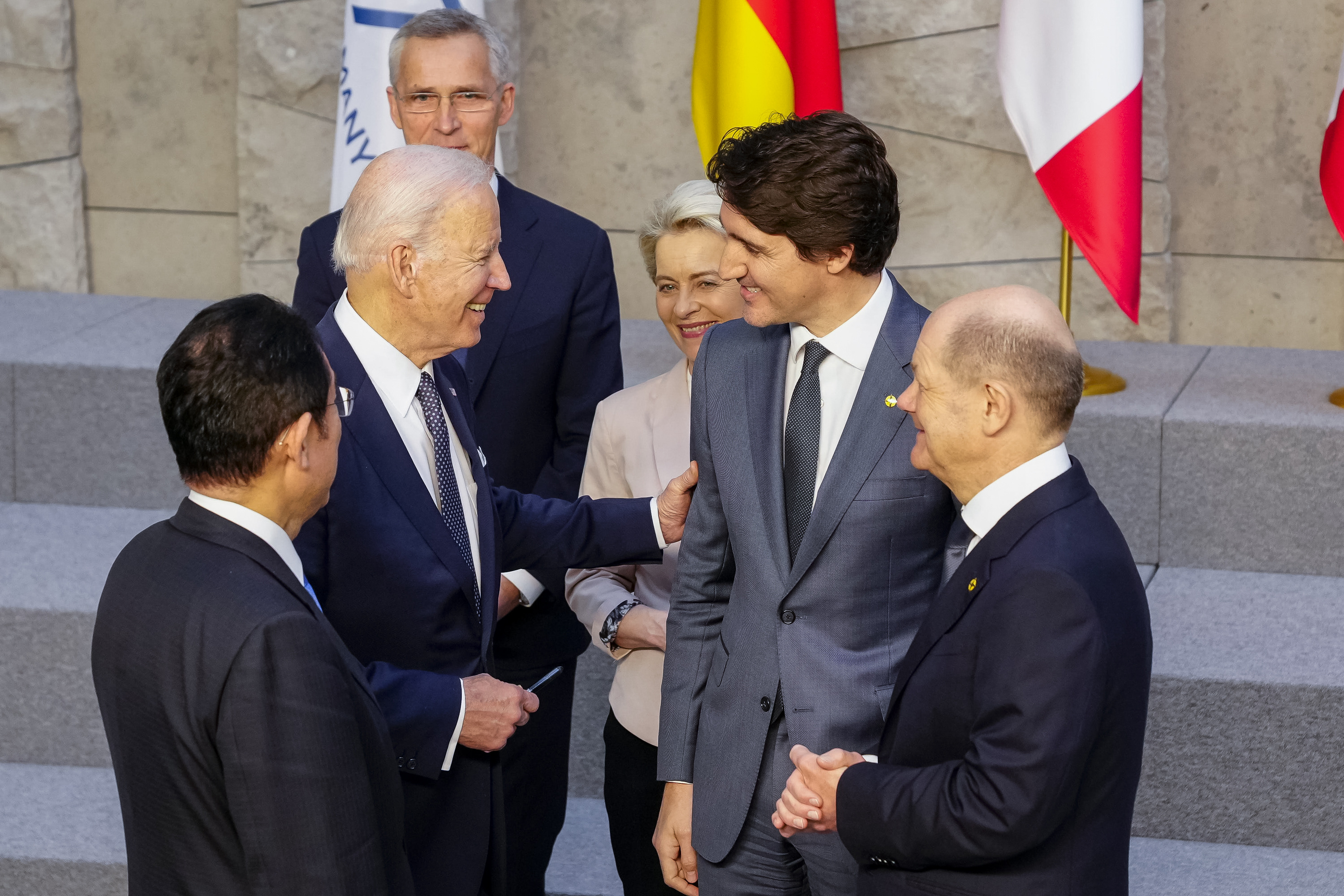
اجتمع القادة الغربيون في بروكسل لحضور جولة من القمم الطارئة لحلف شمال الأطلسي والمجلس الأوروبي ومجموعة السبع لمناقشة الحرب في أوكرانيا، 23 مارس 2022

في 8 مارس، حذر الأمين العام لحلف شمال الأطلسي ينس ستولتنبرغ من أن "أي هجوم ضد أي دولة في الناتو [أو] أراضي الناتو ... سوف يؤدي إلى تفعيل المادة 5 من حلف شمال الأطلسي . في 11 مارس، أعلن بايدن أنه في حين أن الولايات المتحدة، كجزء من حلف شمال الأطلسي، "ستدافع عن كل شبر من أراضي الناتو بكامل قوتها"، فإن الناتو لن "يخوض حربًا ضد روسيا في أوكرانيا"، على هذا النحو " الصراع المباشر بين الناتو وروسيا هو الحرب العالمية الثالثة ، وهو أمر يجب أن نسعى جاهدين لمنعه".
في 13 مارس، حذر جيك سوليفان ، مستشار الأمن القومي الأمريكي للرئيس بايدن، من رد كامل لحلف شمال الأطلسي إذا قامت روسيا بضرب أي جزء من أراضي الناتو. وأضاف سوليفان في 22 مارس، خلال رحلة بايدن إلى أوروبا لمناقشة تحديث موقف الناتو تجاه روسيا، أن بايدن سيؤكد على ثلاث قضايا رئيسية: فرض عقوبات جديدة على روسيا وتشديد العقوبات الحالية، والتعديلات طويلة المدى على وضع قوة الناتو والطوارئ في حالة حدوث ذلك. واستخدام الأسلحة النووية، و"العمل المشترك" لتعزيز أمن الطاقة في أوروبا، التي تعتمد بشكل كبير على الغاز الروسي. وحث زيلينسكي الناتو مرارًا وتكرارًا على فرض منطقة حظر جوي فوق أوكرانيا، وهو ما رفضته المنظمة لأنه سيتضمن إسقاط الطائرات الروسية، وهو عمل من شأنه أن يصعد الحرب بشكل كبير ليشمل الناتو.
في 16 مارس، وافق اجتماع لوزراء دفاع الناتو على مواصلة تزويد أوكرانيا بالمساعدات العسكرية والمالية والإنسانية، على الرغم من أن ستولتنبرج استبعد نشر قوات في أوكرانيا أو منطقة حظر الطيران، قائلاً إن الناتو يتحمل "مسؤولية" عدم القيام بذلك. تصعيد الحرب إلى ما هو أبعد من أوكرانيا.
عند وصوله لحضور قمة بروكسل الاستثنائية لعام 2022 في 24 مارس، زاد بايدن مبلغ المساعدة الجديدة المقدمة لأوكرانيا بمقدار مليار دولار وأعلن عن ضمانات إضافية لالتزامات الناتو بحماية جميع الدول المتحالفة مع الناتو والتي تقع على الحدود مع أوكرانيا. في 28 مارس، أكد بايدن مجددًا، في نهاية رحلته إلى أوروبا في حلف شمال الأطلسي، إدانته لبوتين، قائلاً إنه "لن يقدم أي اعتذارات" لأنه قال سابقًا إن "بوتين لا يمكنه البقاء في السلطة". في 29 مارس، أيد كالاس إدانة بايدن ودعا إلى عزل بوتين بشكل أكبر عن السياسة الدولية. كجزء من الوجود الأمامي المعزز لحلف الناتو ، وافقت دول الناتو على إنشاء أربع مجموعات قتالية متعددة الجنسيات بحجم كتيبة في بلغاريا والمجر ورومانيا وسلوفاكيا، بالإضافة إلى أربع مجموعات قتالية موجودة في إستونيا ولاتفيا وليتوانيا وبولندا.
اجتمع وزراء خارجية الدول الأعضاء في حلف شمال الأطلسي (الناتو)، بالإضافة إلى أوكرانيا والاتحاد الأوروبي وفنلندا والسويد واليابان ونيوزيلندا وأستراليا، يومي 6 و7 أبريل/نيسان، لمناقشة فرض المزيد من العقوبات على روسيا وشحنات الأسلحة الإضافية إلى أوكرانيا.

## أنظر أيضاً
- ردود الفعل على الأزمة الروسية الأوكرانية 2021-2022
- مقاطعة روسيا وبيلاروسيا 2022
- شرعية الغزو الروسي لأوكرانيا
- احتجاجات ضد الغزو الروسي لأوكرانيا
- الاعتراف الدولي بجمهورية دونيتسك الشعبية وجمهورية لوهانسك الشعبية